# 竹田城
竹田城（たけだじょう）は、現在の兵庫県朝来市和田山町竹田にあった日本の城（山城）。
縄張りが虎が臥せているように見えることから、別名虎臥城（とらふすじょう、こがじょう）。国の史跡に指定されている。また城下から遥か高く見上げる山の頂に位置し、しばしば円山川の川霧により霞むことから、「天空の城」や「日本のマチュピチュ」とも呼ばれる。雲海に浮かび上がる古城の累々たる石垣群の威容は、名物ともなっている。
東に立雲峡を望む標高353.7mの古城山（虎臥山）の山頂に築かれ、縄張りは南北約400m、東西約100m。天守台をほぼ中央に配置し、本丸、二の丸、三の丸、南二の丸が連郭式に配され、北千畳部と南千畳を双翼とし、天守台北西部に花屋敷と称する一郭がある。廃城から約400年を経ているが、石垣がほぼそのままの状態で残っており、現存する山城として日本屈指の規模となっている。
朝来市は2012年4月に竹田城の管理・宣伝をする「竹田城課」を新設した。（2017年4月に観光交流課と文化財課に業務を移管され、現在は竹田城課は存在しない。）

## 沿革

### 室町時代

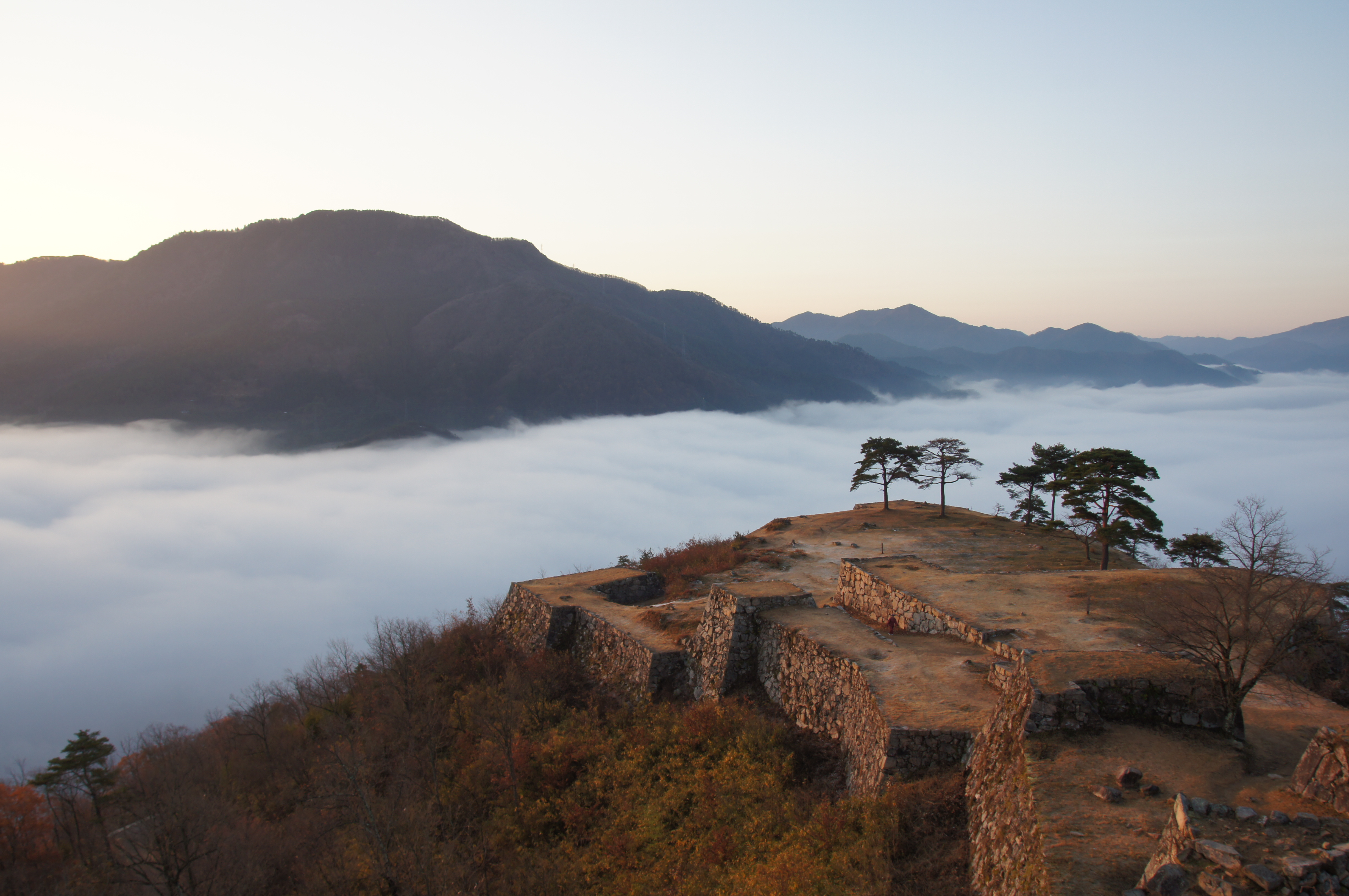
城跡から雲海を眺望

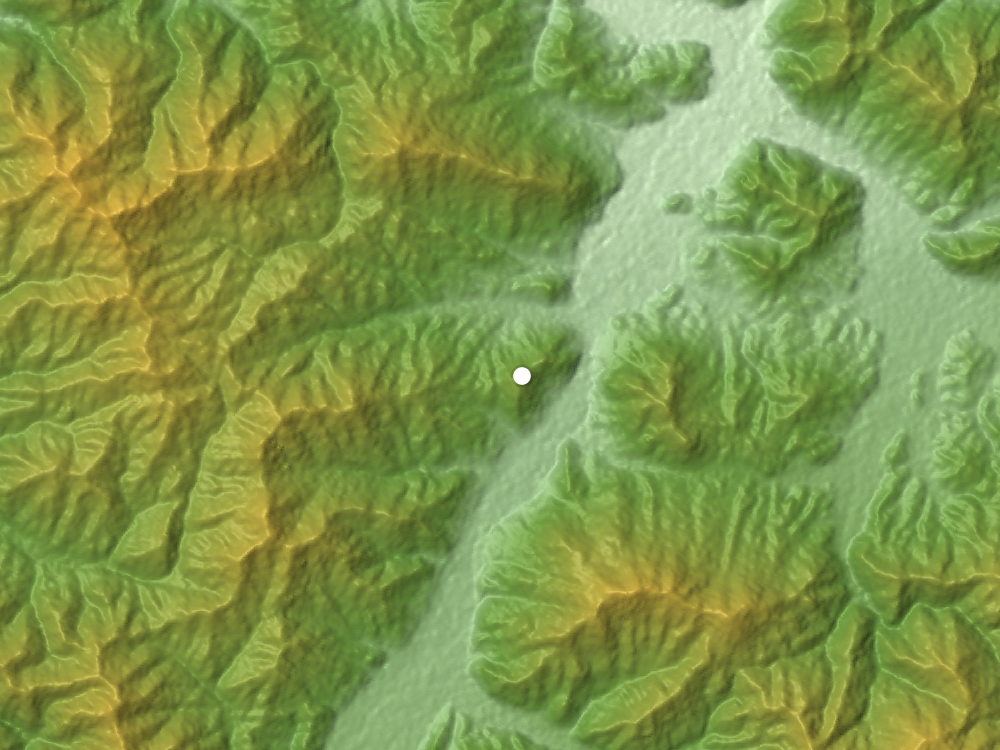
竹田城の位置と周辺地形。中心の白丸が古城山

築城に関しては不明な点が多い。江戸時代末期に成立した『和田上道氏日記』によると嘉吉年間（1441年 - 1443年）に丹波国、播磨の出入口である竹田の地に「安井ノ城」が築かれたことを記している。「安井ノ城」とは「竹田城」そのものをさす。『和田上道氏日記』は古い伝承をまとめたもので、竹田城の築城に関しては他に史料がなく『史跡・竹田城』によると「嘉吉三年、山名持豊によって築かれ、太田垣光景が初代城主に任じられたとする口碑を残すのみである」とし、嘉吉3年（1443年）に但馬守護山名宗全（持豊）によって築城され、太田垣光景が初代城主と言われる伝承を紹介している。
この時期、但馬守護山名氏と播磨守護赤松氏の間で度々軍事的衝突が起こる。嘉吉元年（1441年）6月、室町幕府6代将軍足利義教が重臣で播磨・備前・美作守護赤松満祐に暗殺され、幕府による追討軍に宗全が志願したからである（嘉吉の乱）。8月に幕府より追討令を受けた宗全は一族を動員して3方から播磨を攻め、宗全軍は但馬より生野から播磨に入国し、9月に城山城にいる満祐を滅ぼした。10月に宗全は恩賞として任命された播磨守護として入国し、太田垣氏を守護代とし赤松氏の掃討戦を実施している。
その後嘉吉3年（1443年）に赤松教政が、文安元年（1444年）に赤松満政が、康正元年（1455年）赤松則尚が山名軍に反抗するがことごとく敗れ、自刃・逃亡している。当時の竹田城は播磨と但馬の国境を守る拠点で、播磨を平定するための出撃の拠点ともなっていた。

### 戦国時代

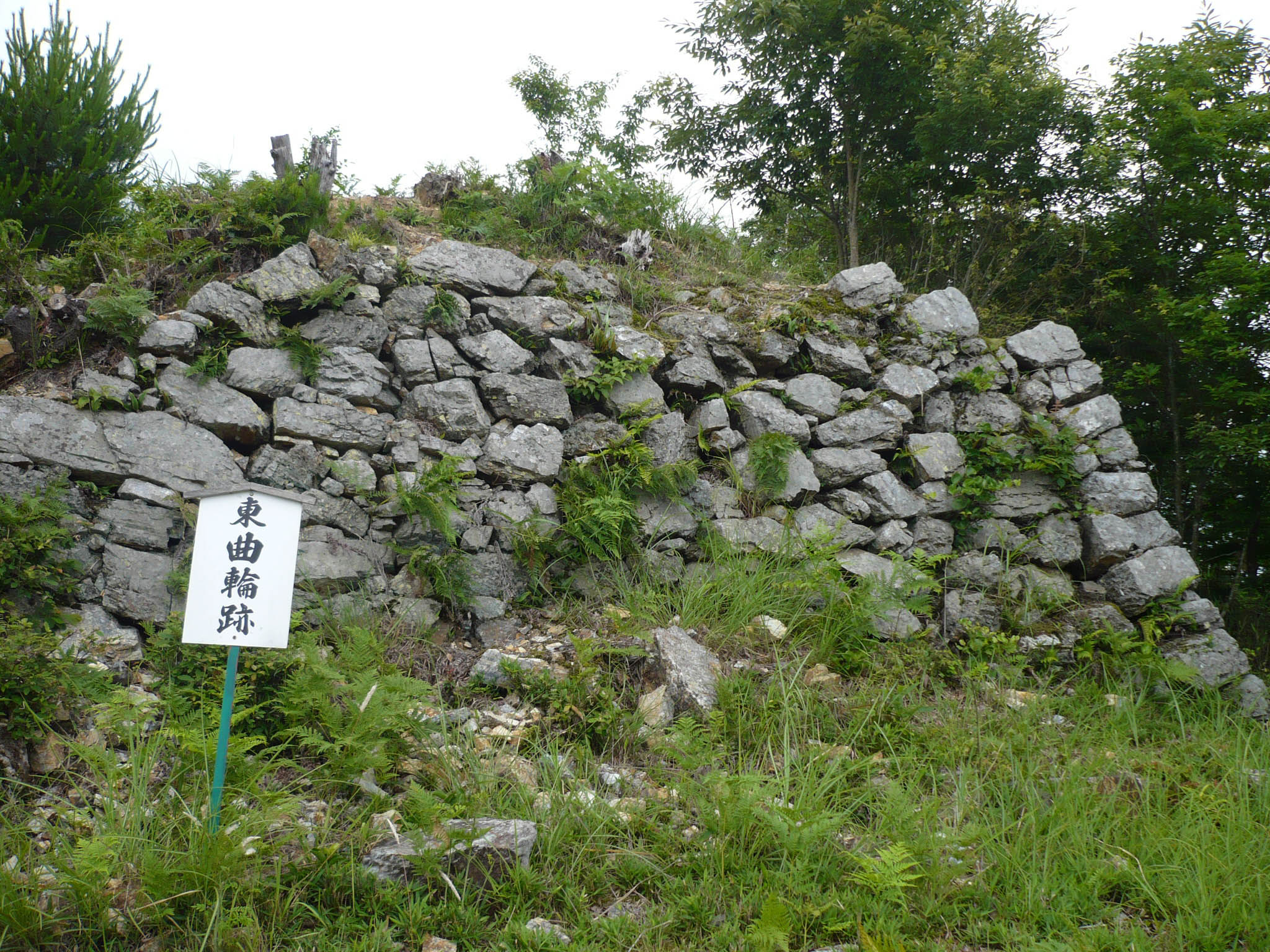
黒井城の隅櫓跡

応仁元年（1467年）、細川勝元と山名宗全の争いが一因で応仁の乱が起こると但馬は細川氏と山名氏の争いの場となった。翌応仁2年（1468年）3月、細川軍の内藤軍が夜久野から但馬に侵攻しようとしていた時、竹田城で留守を預かっていた太田垣軍は、竹田城から出軍し夜久野で合戦となり小勢ながらよく戦い、内藤軍の大将2名を討ち取った。夜久野高原には現在も「内藤塚」と言われている供養碑が残っている。
その後も細川氏や赤松氏の脅威は去らず、応仁の乱が終わると宗全の孫山名政豊と赤松政則が播磨などを巡って抗争を続け、一時山名軍が播磨を占領したりしたが、長享2年（1488年）頃には敗戦となり政豊の権威も低下、内紛も発生してしまうようになった。大永2年（1522年）に政豊の子山名誠豊が播磨へ攻め込んだが、この時になると太田垣氏は出軍要請にも従わないようになり、赤松氏は結束を取り戻し山名軍を追放することになった。

### 安土桃山時代
出雲の戦国大名・尼子氏は永禄9年（1566年）の月山富田城の戦いで毛利元就に一旦滅ぼされた。しかし、永禄12年（1569年）5月に元就が九州で大友氏と交戦（多々良浜の戦い）している隙をついて、同年6月に出雲奪還を目指す尼子氏残党が挙兵し、以前尼子氏と同盟していた山名祐豊（誠豊の甥）がこれを支援した。これに対して毛利元就は織田信長に祐豊の背後を脅かすよう但馬出兵を依頼、これに応じた信長は8月1日に木下秀吉軍2万兵を派兵し、わずか10日間で18城を落城させ、8月13日には京都に引き上げた。此隅山城にいた山名祐豊は堺に亡命したが、同年末には一千貫を礼銭として信長に献納して但馬への復帰を許された。この時竹田城も攻略されたと考えられているが、山名祐豊の重臣太田垣輝延は引き続き城主として留まったようである。
天正元年（1573年）、吉川元春ら毛利軍は出雲、伯耆、因幡に進軍し尼子軍を撃破しながら但馬に迫ってきた。太田垣輝延は毛利軍に降伏し、次いで天正3年（1575年）5月に山名祐豊は吉川元春に誓紙を送って芸但同盟が成立する。一旦危機が去ったように思えたが、今度は丹波の赤鬼と言われた荻野直正が同年10月に竹田城を占領すると、山名祐豊は一転して信長に救援を求め、信長も応じる形で明智光秀を派遣して第一次丹波制圧（第一次黒井城の戦い）を開始し、荻野直正は黒井城に撤退した。

#### 竹田城の戦い

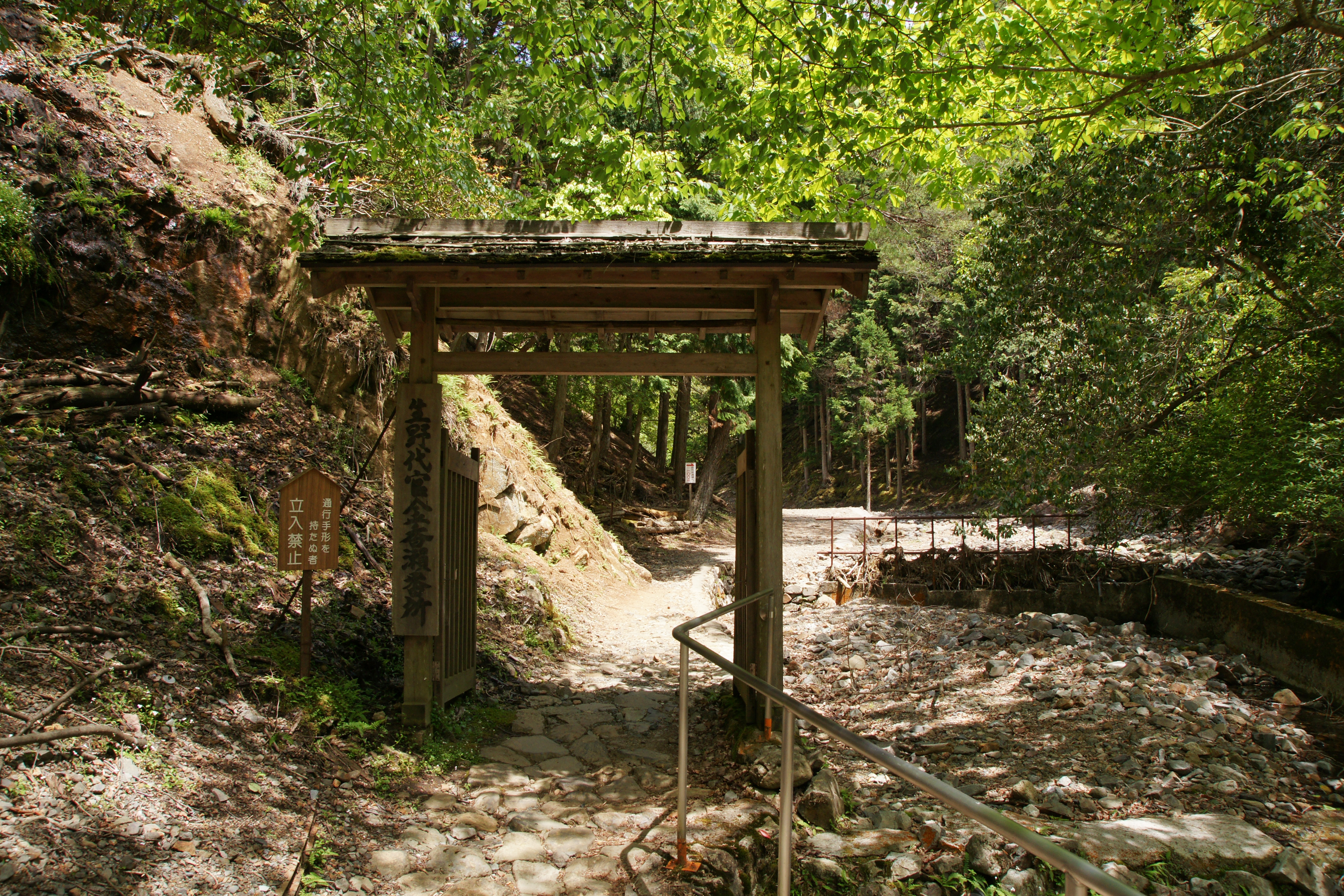
生野銀山

やがて信長と毛利氏の間が次第に悪化すると、信長は播磨に羽柴秀吉を派遣した。天正5年（1577年）10月、秀吉は黒田孝高に迎えられ姫路城に入城、それから1ヶ月で播磨の諸将から人質をとり帰服させることに成功した。その後羽柴軍は二手に分かれ、秀吉率いる本隊は上月城を攻城、別の一隊は秀吉の弟羽柴秀長（当時の名乗りは長秀）が3000兵を率いて但馬に進軍した。
秀長隊の狙いは2つあったのではないかと『史跡・竹田城跡』では解説していて、一つは毛利軍に帰服している但馬諸将の制圧、もう一つは生野銀山の確保が目標であったようである。竹田城は生野銀山を管轄しており秀長隊の第一目標になり、11月に秀長隊は真弓峠から但馬に侵攻、まずは岩洲城を攻城し、次いで竹田城を攻城した。
| 「        | 太田垣土佐守高所に城を築き立ち向かい候。御大将羽柴小一郎殿人馬の息を休めず逃集の一揆輩悉く切り崩し追い打ち在々に火を放ち竹田の城に寄せ懸かり候ところ、高山険阻に拠り岩石を投げ落とし手向かい候。寄せ手の面々物とも為さず山谷を打越え諸手より鉄砲三百挺筒先を相揃え打ち入り候えば、遂に叶わず降参、城を相渡し退き候なり | 」 |
| —武功夜話 | |    |

と、竹田城では3日間の戦闘が繰り広げられた。しかし『戦国合戦大辞典』によると「（武功夜話）同書の史料的価値はすこぶる疑問とすべきで、実際にここでこのような戦闘があった真実性が乏しい」としている。また『信長公記』によると、
| 「        | 直に但馬国へ相働き、先山口岩州の城を落城し、此競に小田垣楯籠る竹田へ取懸り、是又退散、則、普請申付け、木下小一郎城代として入れ置かれ候キ | 」 |
| —信長公記 | |    |

とあり、秀長が竹田城の城代となったとしている。

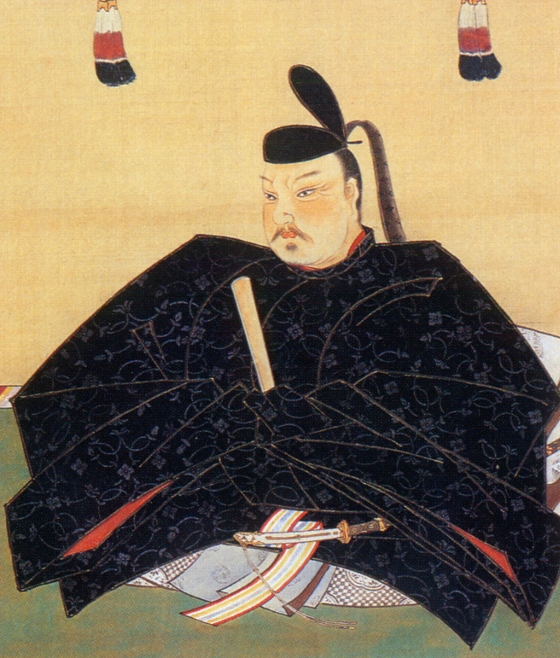
羽柴秀長像/春岳院所蔵

天正7年（1579年）5月、秀長は信長の命令で明智光秀支援のため竹田城から丹波へ攻め入ったが、秀長は竹田城に戻らず播磨に引き上げたと考えられ、毛利方の太田垣輝延が間もなく竹田城に入城した。翌天正8年（1580年）4月、再び信長の命により秀長が6400兵を引き連れ但馬攻めを開始すると、竹田城、有子山城はさしたる抵抗もせず降伏した。山名祐豊、太田垣輝延はその座を奪われ、山名氏と四天王と呼ばれた太田垣氏による支配は完全に終焉をむかえ滅亡した。
秀吉は秀長を有子山城主に、秀長配下の武将である桑山重晴を竹田城主にそれぞれ命じたとされている。しかし、近年の研究では木下昌利を有子山城代に、秀長を（『信長公記』の記述通り）竹田城代に任じたのが正しいとされている。秀長は立場は城代であったが、事実上の城主として竹田城を拠点として但馬地域の統治と山陰方面の平定にあたった。桑山重晴が城代となったのは、秀吉が賤ヶ岳の戦いに勝利して拠点を播磨国姫路城から畿内に移し（後に大坂城を築城する）、秀長を竹田城から姫路城に移して播磨・但馬両国を任せた後と考えられている。後に秀長が紀伊・和泉両国へと国替えとなって和歌山城に転封になると桑山重晴もこれに従い（秀長が大和国を加増されて大和郡山城を与えられると、代わりに和歌山城主となる）、替わって但馬出石城に前野長康、付将として豊岡城に明石則実、八木城に別所重宗、そして秀吉に投降した龍野城主斎村政広が竹田城の城主となる。この斎村政広によって現在の竹田城が完成される。

#### 関ヶ原の戦い
最後の城主である斎村政広は関ヶ原の戦いでは西軍に属し、田辺城（舞鶴城）を攻めるも、西軍方は敗戦した。このため東軍の亀井茲矩の誘いに乗る形で鳥取城攻めに加わり落城させる。しかし城下の大火の責任を問われ、東軍の盟主であった徳川家康の命によって、慶長5年10月28日（1600年12月3日）鳥取の真教寺にて切腹。
政広の居城であった竹田城は家康の命により 山名豊国が受取りを務め、入城した。
その後江戸幕府の方針により、竹田城は廃城となった。

### 昭和以降
- 1932年（昭和7年）、出口王仁三郎により大本の布教を兼ねた登城のために南登山道が教団の財力と影響力を使って整備され、10月18日に登城している。
- 1943年（昭和18年）9月8日、「史蹟名勝天然紀念物保存法」に基づき、国の史跡に指定される。
- 1989年（平成元年）11月、文化庁の許可を得て、角川映画『天と地と』のロケーションが行われた。城跡には製作費3億円を投じて、天守閣、大手門、塀等のセットが建設された[8][9]。また2003年に映画『魔界転生』でも城をセットに原城を再現した上、ロケ地として使われた。
- 1994年（平成6年）、第1回全国山城サミットが和田山町で開催される。（主催：全国山城サミット推進連絡協議会）
- 1999年（平成11年）8月7–9日、第16回全国城郭研究者セミナーが和田山町で開催される[10]。8日のテーマは「桝形虎口の再検討」で、「但馬竹田城における虎口形態の検討」という報告も行われた。9日には竹田城跡などの現地見学会が行われた。（主催：和田山町教育委員会・中世城郭研究会）[10]
- 2006年（平成18年）日本城郭協会が創立40周年を迎える記念事業として日本100名城を選定。竹田城跡（56番）も選定され、歴史好きの間で知名度が上がった。
- 2007年（平成19年）日本城郭協会が発行した「日本100名城公式ガイドブック」で、「天空の城 竹田城跡」ブームの火付け役でもあるアマチュア写真家の吉田利栄（よしだとしひさ）氏 撮影による雲海に浮かぶ竹田城跡の写真が見開きで紹介された。また、同年11月に朝日新聞社の依頼により吉田氏が撮影した雲海に浮かぶ竹田城跡の写真が同社新聞の全国版の一面を飾る。
- 2012年（平成24年）に高倉健主演映画『あなたへ』でもロケ地として使われた。妻となる田中裕子がここの「天空の音楽祭」で宮沢賢治の「星めぐりの歌」を歌う。最後には「天空の城」の情景が映し出される。2012年度の来客数は238,000人に達し、翌2013年度は4月から9月の上半期の来客だけで22万人に達した[2]。
- 2013年（平成25年）3月27日、朝来市議会で入城料を徴収する条例が可決した。数年で訪問者が急増した事により整備・管理の負担が増えたことによるもの。徴収開始は2013年10月からの予定で高校生以上は300円、中学生以下は無料となる。冬場の閑散期の12月11日から翌年3月19日までは対象外となる[11][12]。また観光客増加に伴い、石垣の一部が崩落する危険性も高まっている[13]。登城者が増加したことに伴い迷惑駐車なども増加したため通行規制を行っている[14][15][16]。
- 2013年（平成25年）11月、第20回全国山城サミットが再び朝来市で開催される。前回は第1回の幹事町として平成6年に開催。（全国お城ふぇすたin朝来も同時開催）
- 2013年（平成25年）12月、GoogleのCMで竹田城跡が取り上げられることにより、観光客が約60万人に激増する[17]。
- 2014年（平成26年）から安全性・史跡保護を考慮して冬季は全面入城禁止になった[18][19]。同年11月、朝来市が国に無許可で国史跡である竹田城跡の登山道の拡幅や付け替え工事を進めていたことが発覚し、文化財保護法に違反しているとして県教委が工事の中止を指示した[20]。観光客の増加により見学区域の制限なども行ったが土砂の流出で地面の浸食、石垣の崩解などの問題が発生している[21]。
- 2015年（平成27年）8月28日現在、応急的に地面保護のマットを敷設[22]、木杭とロープで区切った観光ルートが整備され、本丸・天守台・花屋敷への入場が禁止されている[23]。
- 2016年（平成28年）3月、2013年から修復のため立ち入り禁止になっていた天守台周辺整備が終了し、全面公開が再開された[24][25]。

## 歴代城主
- 太田垣光景（1443年（嘉吉3年） - 1465年（寛正6年））
- 太田垣景近（1465年（寛正6年） - 1479年（文明11年））
- 太田垣宗朝（1479年（文明11年） - 1521年（大永元年））
- 太田垣宗寿（1521年（大永元年） - 1538年（天文7年））
- 太田垣朝延（1538年（天文7年） - 1570年（元亀元年））
- 太田垣輝延（1570年（元亀元年） - 1577年（天正5年）？）
- 城代・羽柴小一郎長秀（秀長）（1578年（天正6年） - 1583年（天正11年））
- 城代・桑山重晴（1583年（天正11年） - 1585年（天正13年））
- 赤松広秀（斎村政広）（1585年（天正13年） - 1600年（慶長5年））

## 城郭

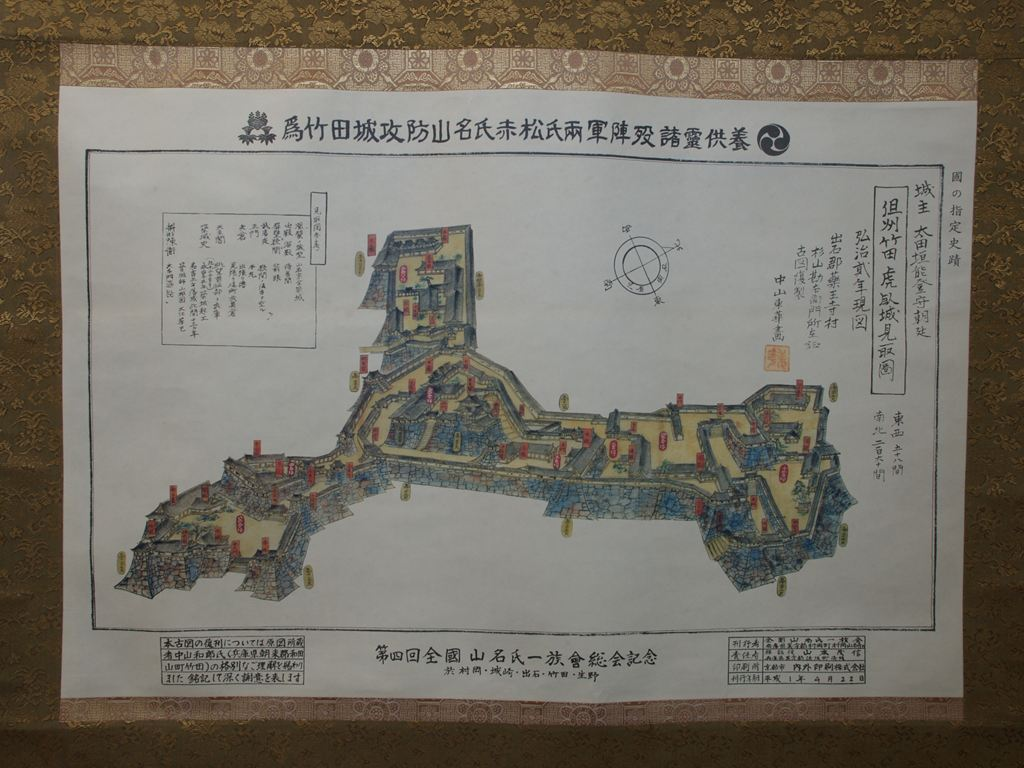
虎臥城見取図

竹田城は、険しい地形にありながら、曲輪のすべてを石垣で取り囲んだ総石垣の城郭である。山頂に築かれた城郭としては最後の近世城郭にあたる。縄張りなどから類推して近世初期と考えられる。竹田城は山名宗全がこの地に城を築くよう命じ、羽柴秀長が新しく縄張りを行い、その後の赤松広秀が文禄のころより豊臣秀吉の支援を受けながら、壮大な城へ仕上げたものと考えられている。
安土城のような大規模な石垣構造をもち、虎口は枡形を有する。尾根の最高所に本丸を置き、その正面に天守台がある。本丸から三方向にのびて、北千畳曲輪、南千畳曲輪、花屋敷曲輪という大きな曲輪群を有している。面積は18,473m2にも及ぶ。石垣は穴太流石積み技法で、豊臣時代の山城に代表される遺構である。『ひょうごの城紀行』によると「竹田城は赤松広秀が三十代後半の働き盛りに築いた城ということになろう」としている。竹田城の特徴のひとつとして、北千畳曲輪、南千畳曲輪、花屋敷曲輪の3つの曲輪群の標高が331mとほぼ同じ高さに作られている。本丸の標高は351mになるので標高差は20mとなる。このことより、平面構成だけではなく立面構成にも高度な計算がなされ3つの曲輪群が計画的に配置されている。櫓の総数は天守を含め20基前後が推定されている。

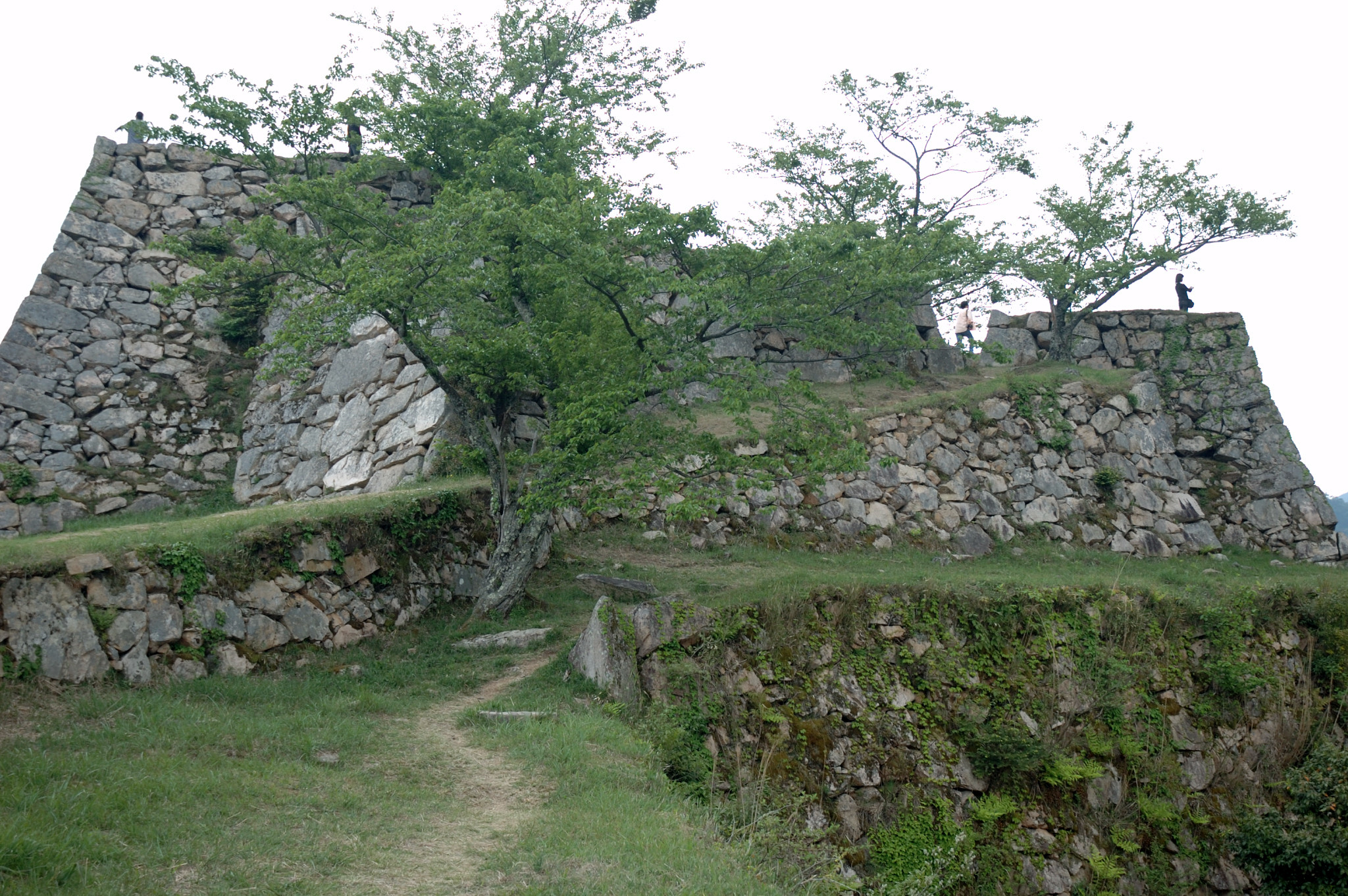
本丸北面
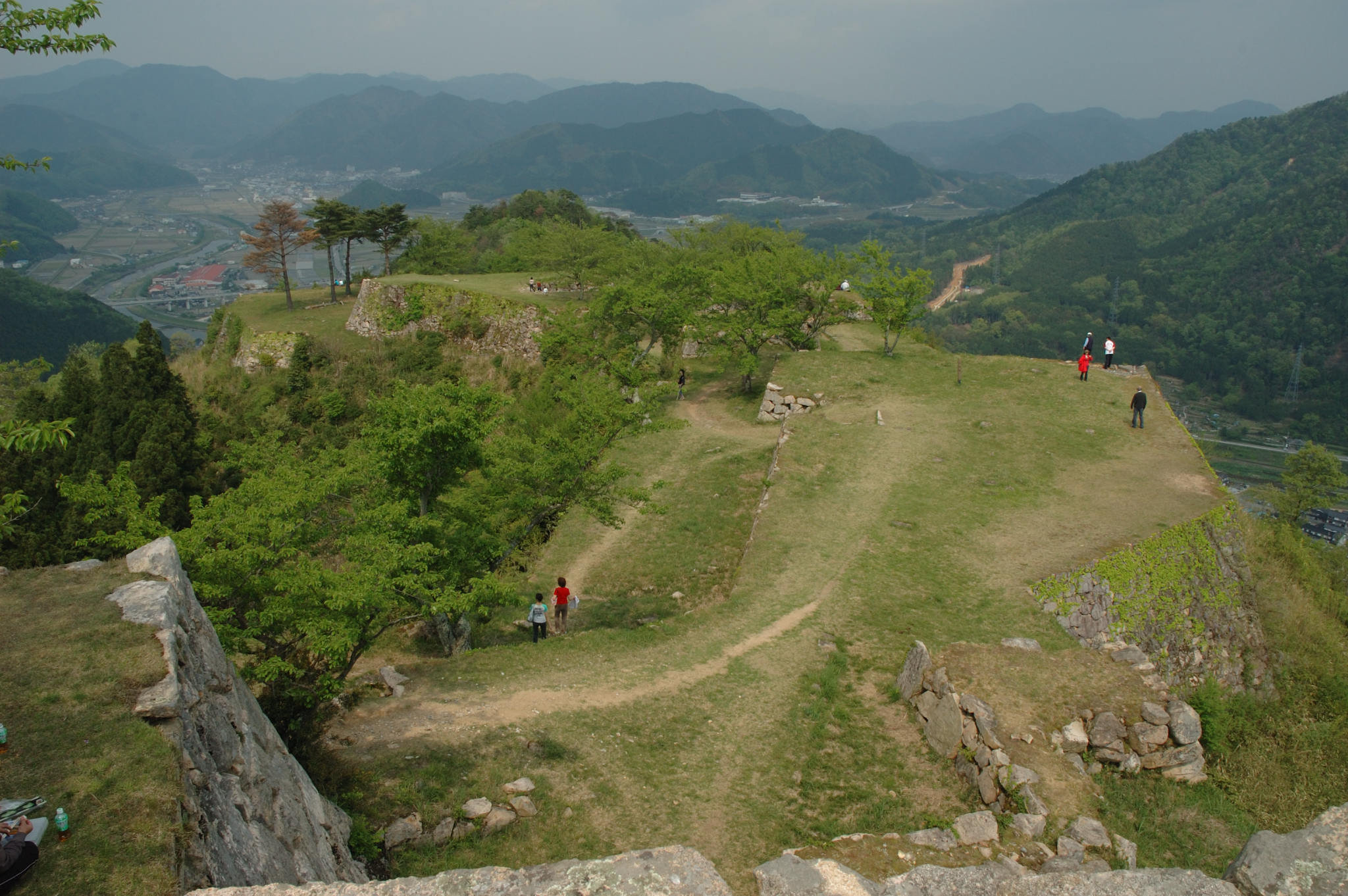
北千畳曲輪
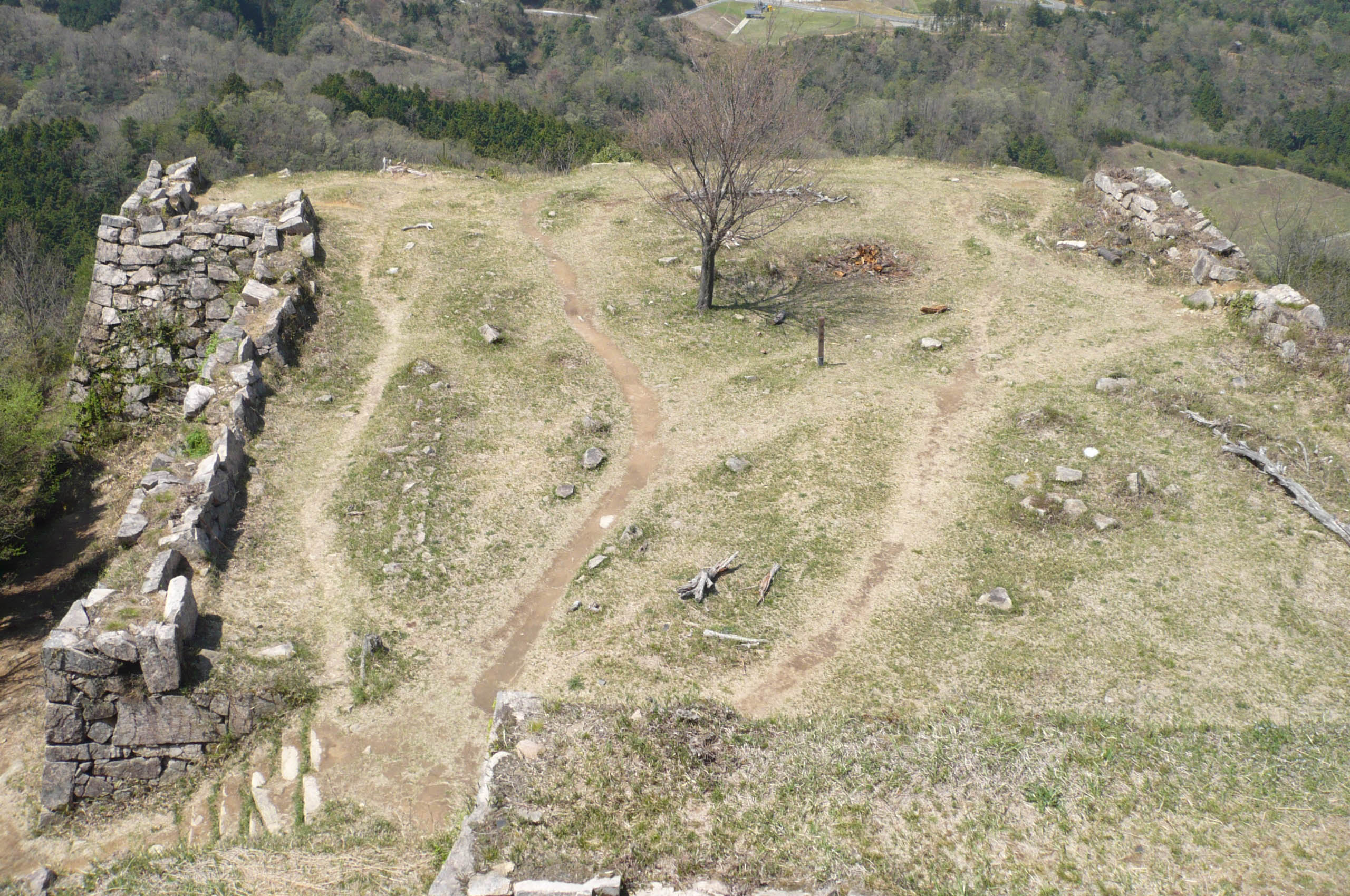
花屋敷曲輪
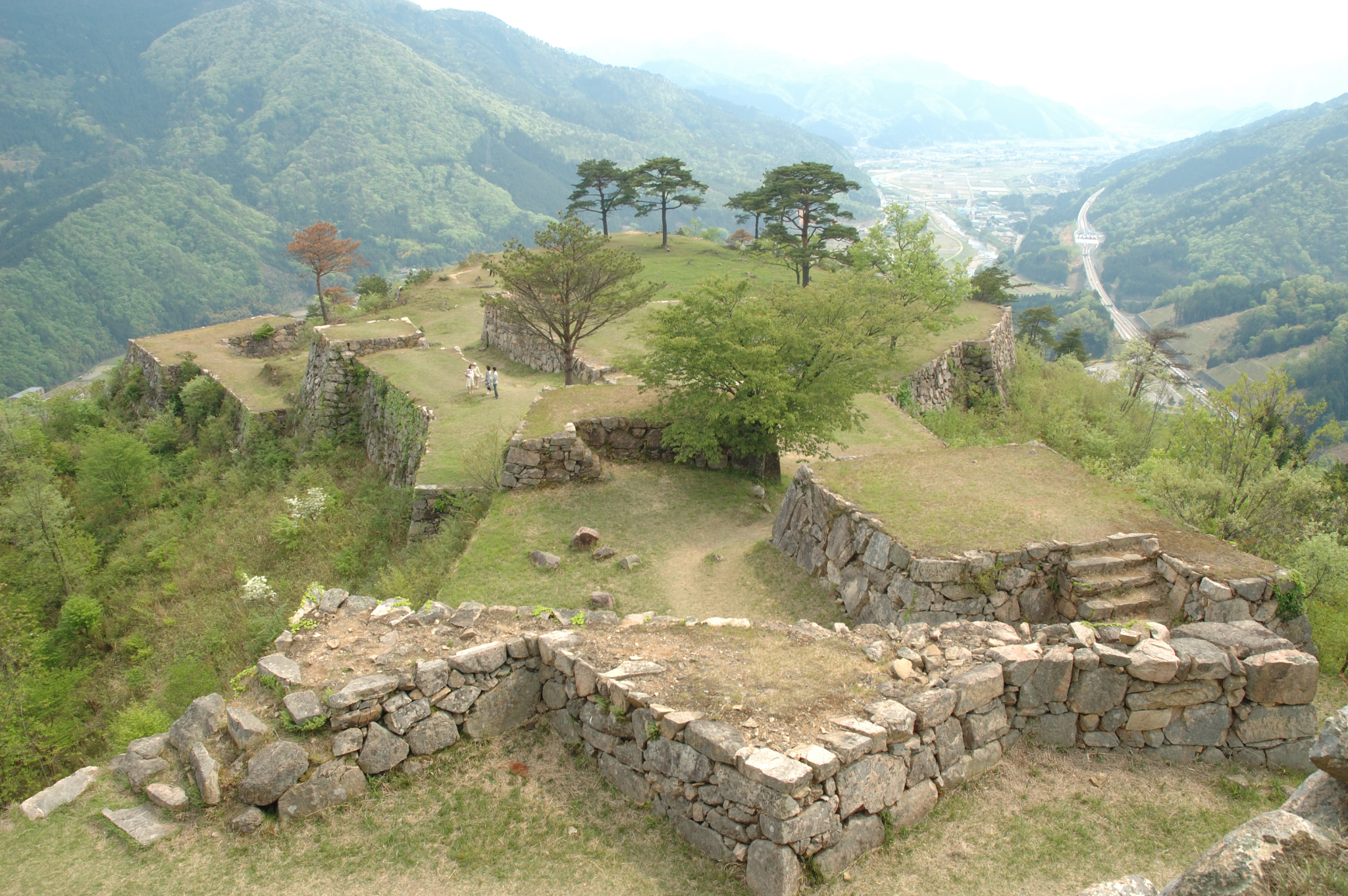
南千畳曲輪

### 天守
天守の構造は、詳しいことは分かっていない。天守台は10.7m×12.7mの少しいびつな形をしており、いくつかの礎石跡が確認でき、柱間は6尺5寸の京間で建てられたことを示している。また、登り口、石段や穴蔵がなく、天守脇にある付櫓、本丸にあった建物と連結しており、その内部から階段等で登った。この天守台は城の中央に位置し、天守は山麓にある城下から正面にあたり、権威の象徴、見せるシンボルであった。また、天守台下の高見殿曲輪（本丸）には本丸御殿があった。

### 石垣
竹田城の石垣の集積は8,649m2。全体的に穴太積み技法による石積みとなっているが、穴太積みの中でも各方別に異なった部分もある。これは各方面別に頭領によって区分けられ、その一角を頭領を任せていたのではないかと推察されている。竹田城の石組は安土城の技法と酷似している。
竹田城の本丸石垣は天守台南側の石垣で、高さは10.6m。他の但馬国の城郭では、
| 城名           | 有子山城   | 八木城   | 竹田城   | 出石城     |
| -------------- | ---------- | -------- | -------- | ---------- |
| 石垣高         | 4.4m       | 9.3m     | 10.6m    | 12.8m      |
| 石垣の推定年代 | 天正8-13年 | 文禄前半 | 慶長初期 | 慶長9-14年 |

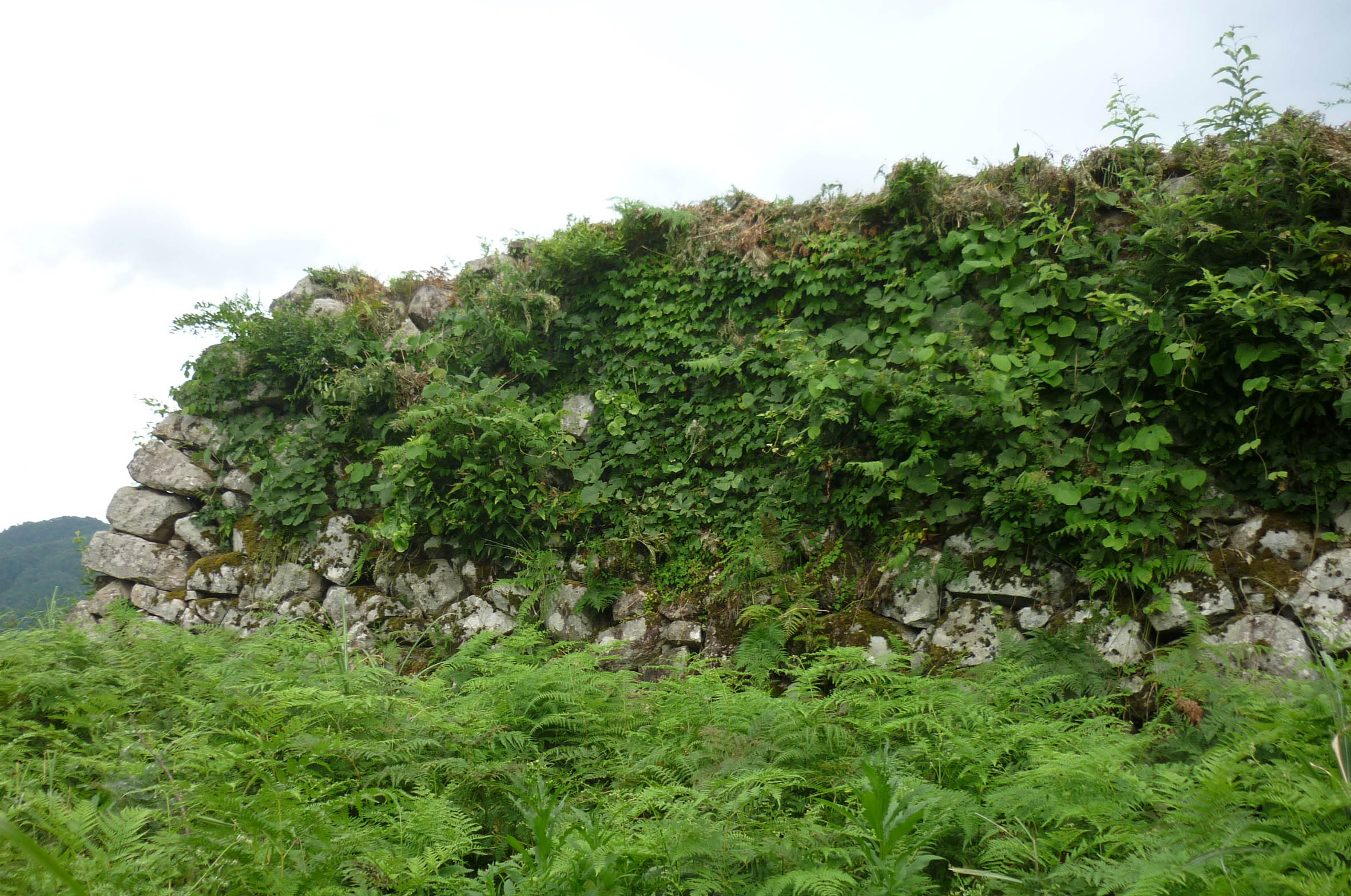
有子山城の本丸下の石垣
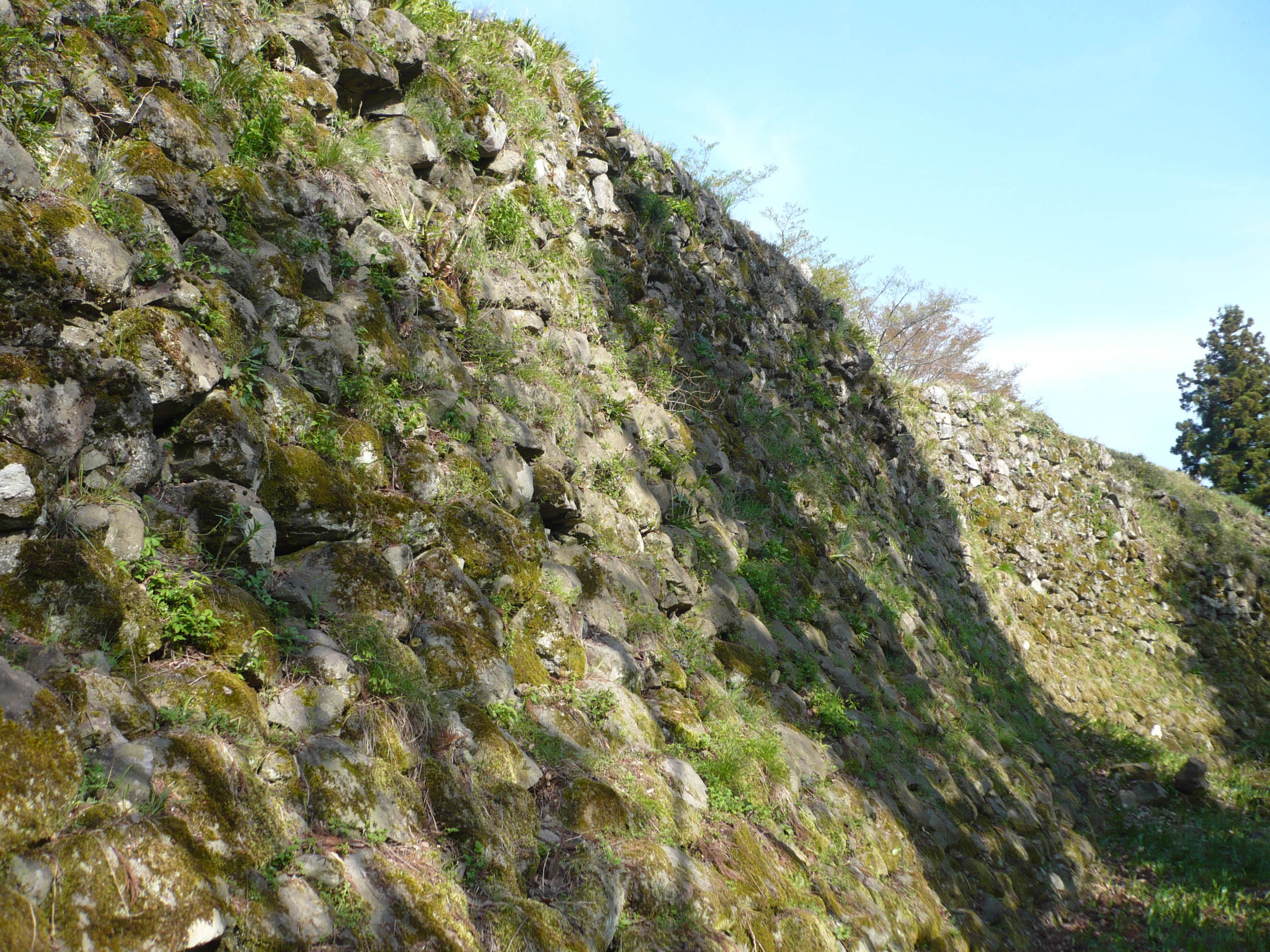
八木城の本丸下の石垣
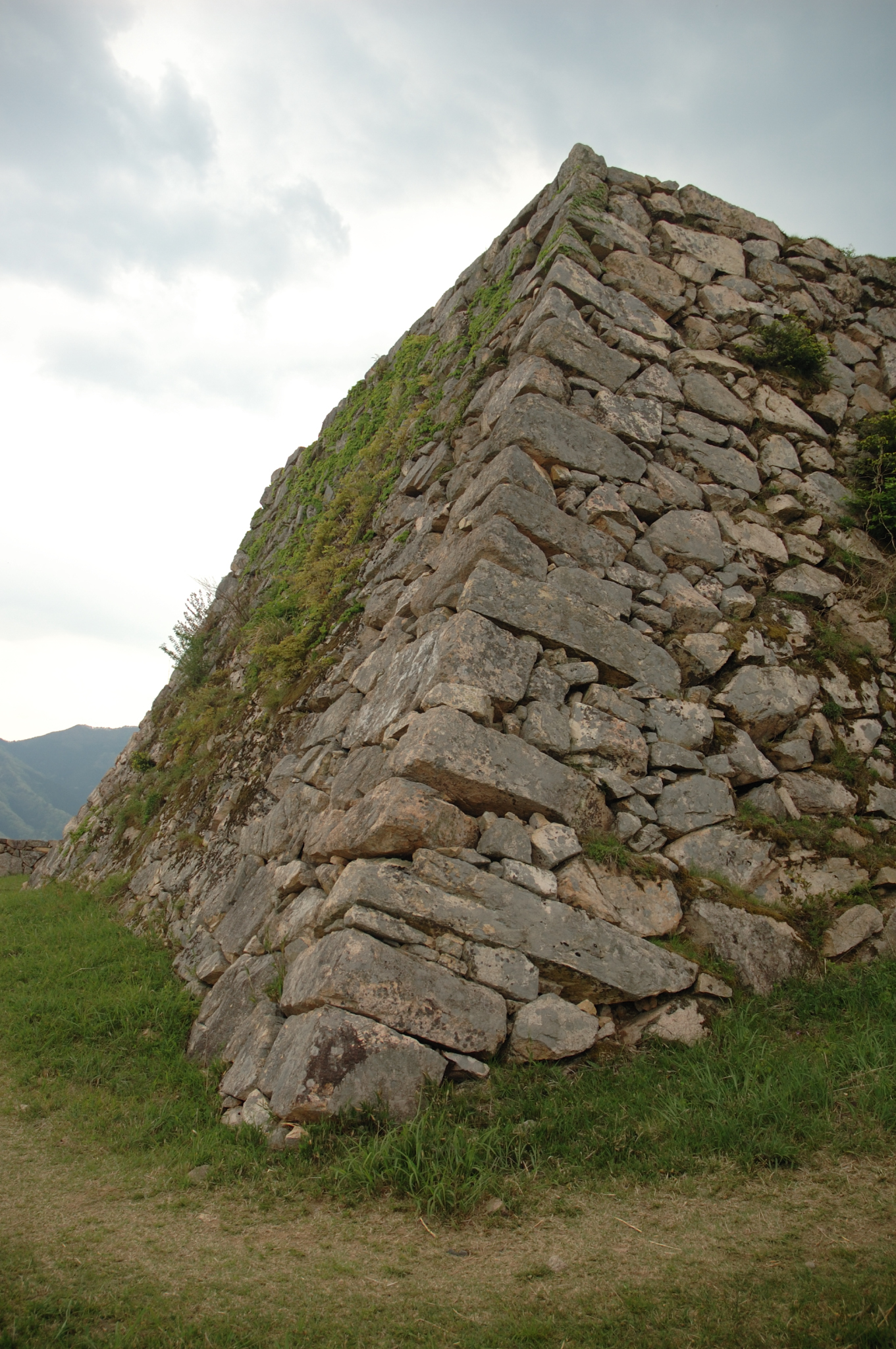
竹田城の天守台下の石垣
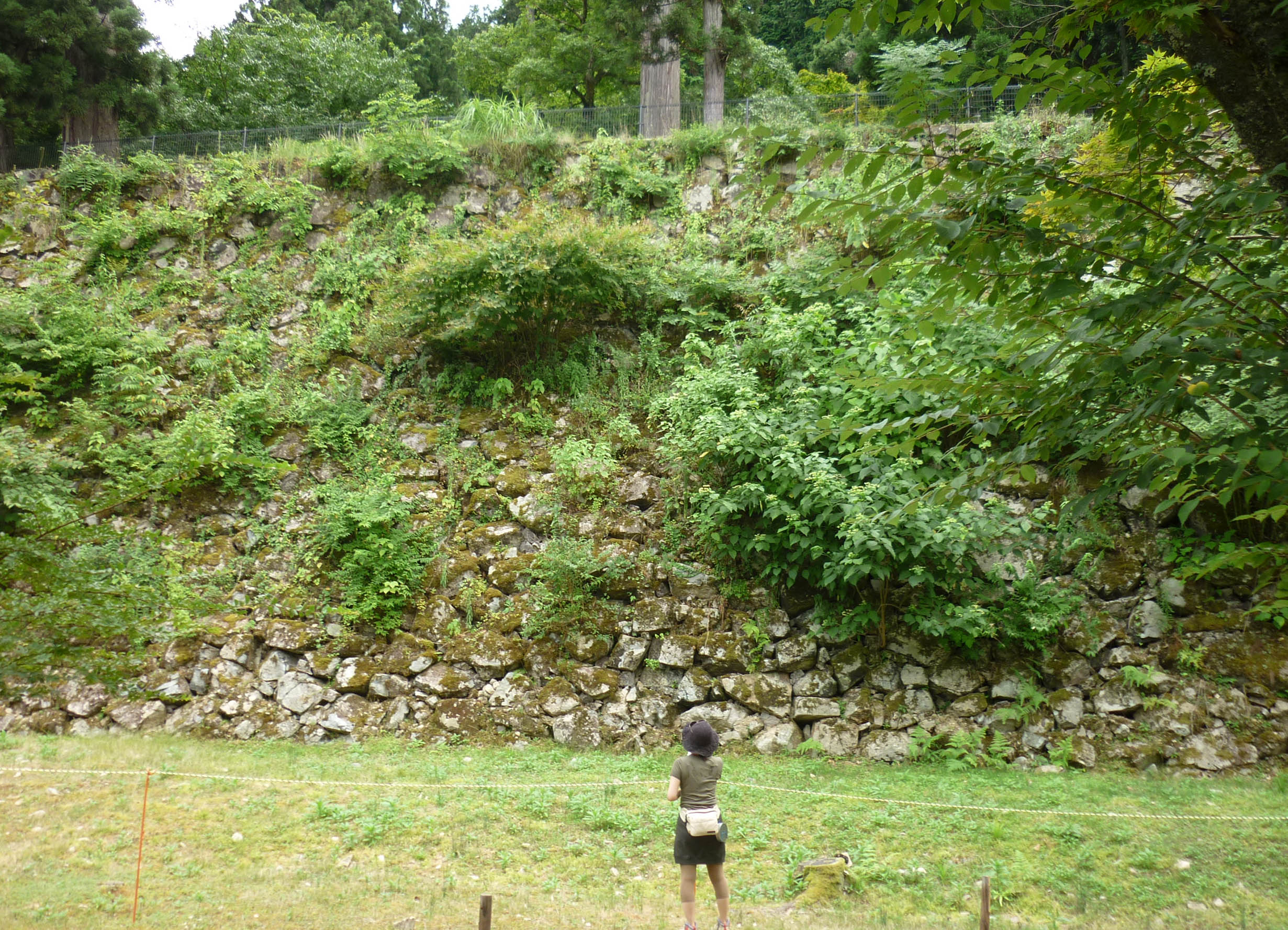
出石城の本丸上の石垣

となっている。古い時期には基本的には石垣が低く、時代が新しくなるに従って高く積まれるようになり、江戸時代には10m超えの石垣が一般化してくる。織田時代の有子山城、豊臣時代末期の竹田城を比較すると、石垣の高さと城郭技術の進歩を考える上で、多くの示唆があると考えられている。また竹田城の石垣の石は、山頂付近の4か所を含め、合計6か所の採石跡が確認されている。
この石垣は1971年（昭和46年）から1980年（昭和55年）の間、6,400万円の事業費で崩壊を防ぐ修繕が行われた。この時の修繕は東側を中心に行われ、約1,000m2に相当する石垣を修復した。石垣面積が8,649m2であるため8分の1も満たない修復であり、石垣を破壊する大規模な城割が行われなかったようで、石垣部分は当時の良好な遺構が残っている。

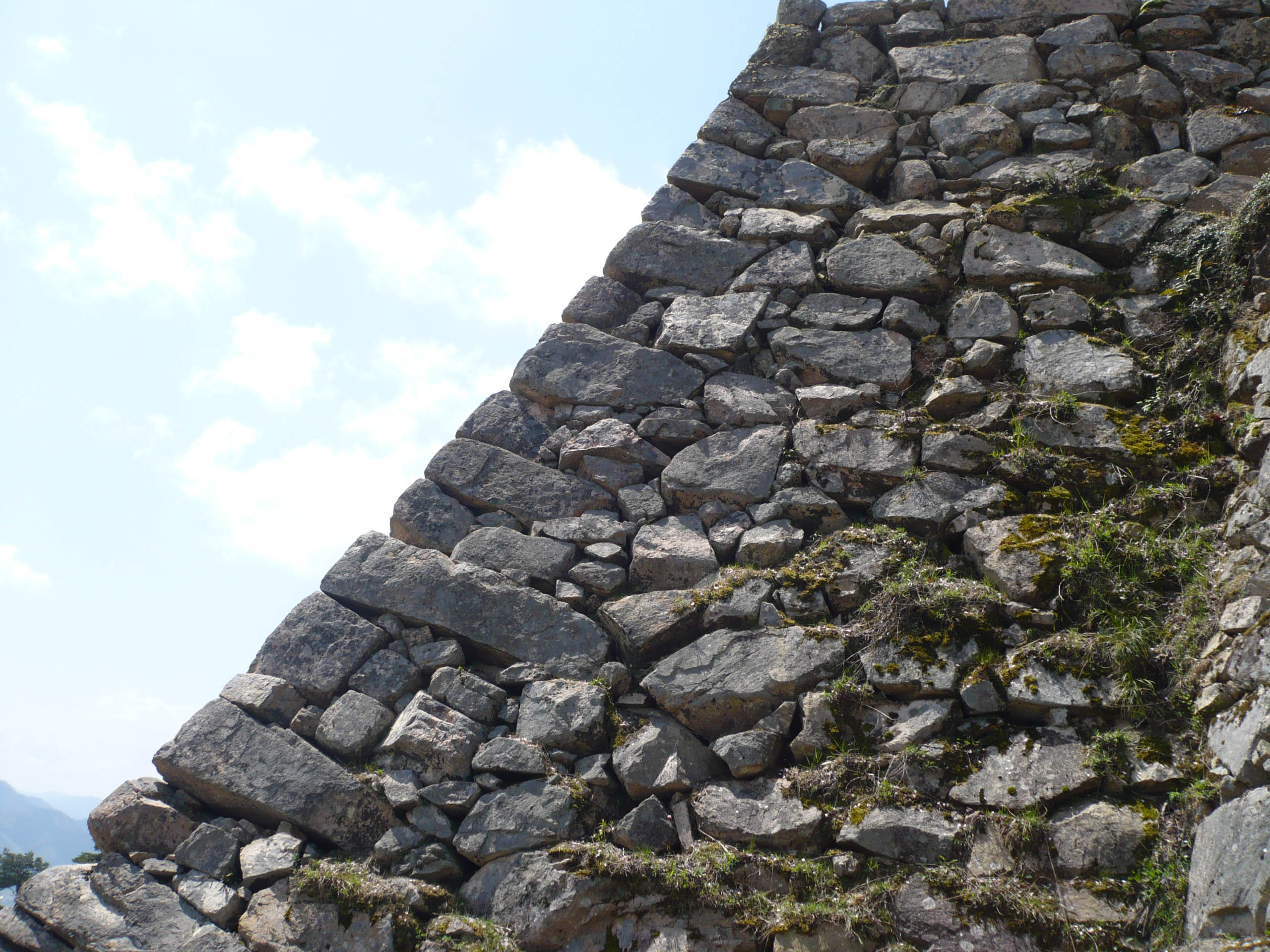
天守台の反り
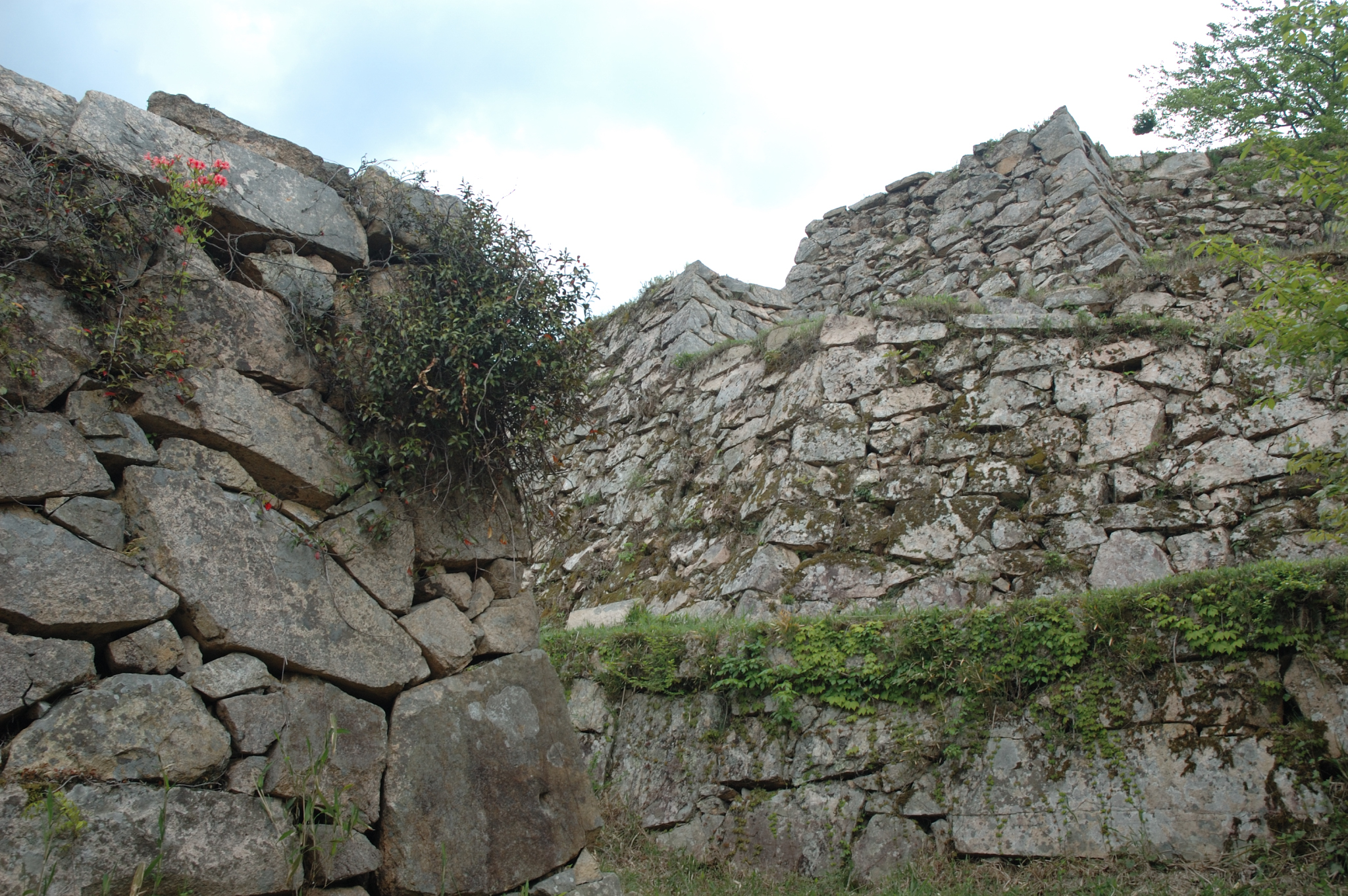
花屋敷虎口と本丸石垣
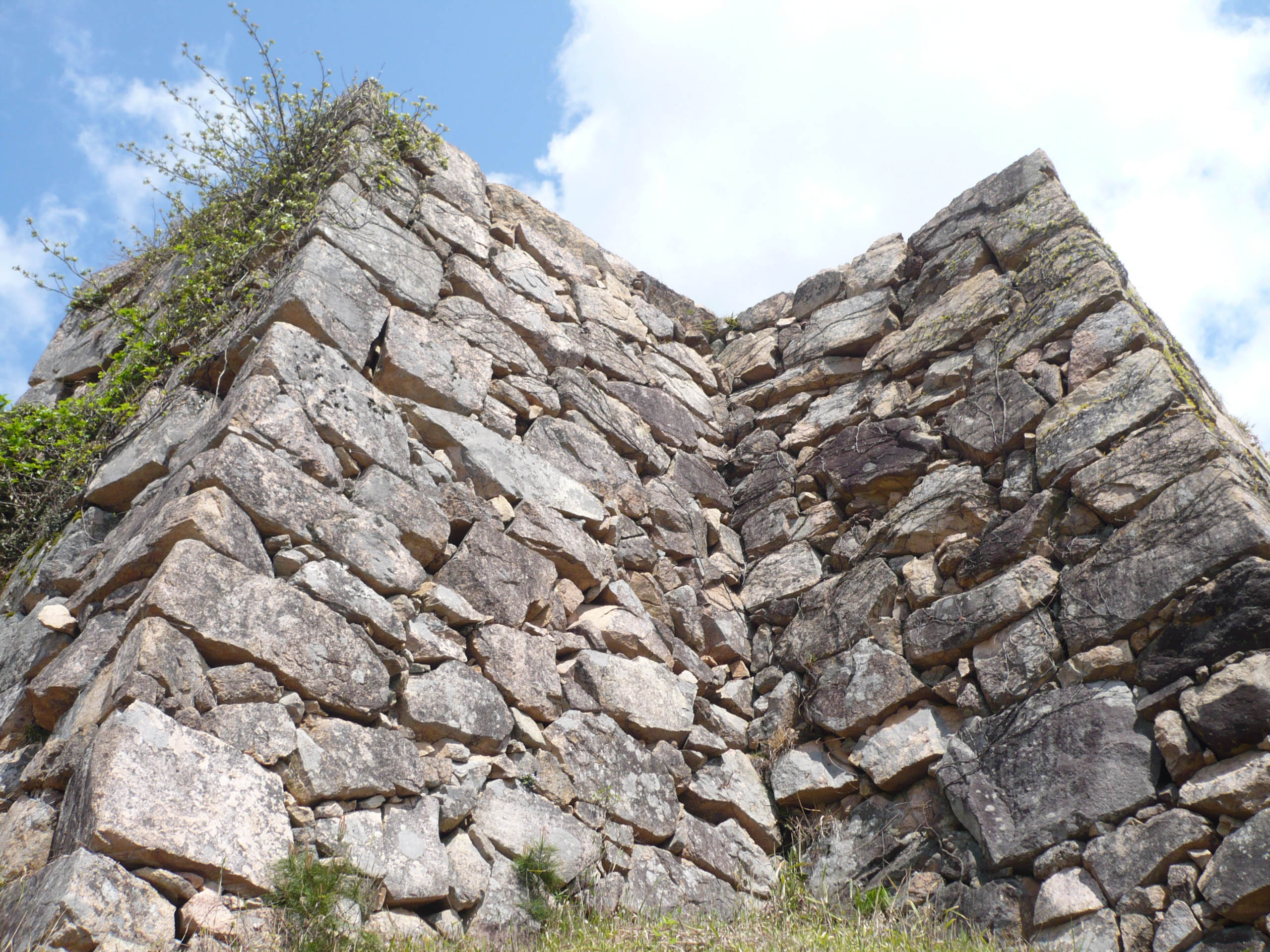
見付櫓の石垣

### 瓦
竹田城には多くの瓦が出土している。但馬国では瓦が出土する城郭は少なく、八木城、豊岡城では出土されておらず、有子山城では少量出土している。竹田城は但馬国では群を抜いた瓦の出土量で、軒丸瓦・軒平瓦・菊文差瓦・鳥衾瓦・鯱瓦・鬼瓦等の多様な瓦が収集されている。その中にあって2つ重要な瓦がある。一つは、丸瓦の高麗瓦が1点確認されている。高麗瓦は文禄・慶長の役で朝鮮半島侵略後、日本に導入される特殊な瓦になる。もう一つは、竹田城で出土した軒平瓦と、同文瓦が姫路城の三の丸でも出土している。これにより竹田城の瓦は、姫路系瓦工集団が作ったという指摘があり、当時の姫路城主の援助によって築かれたと思われる。

### 室町・戦国期遺構

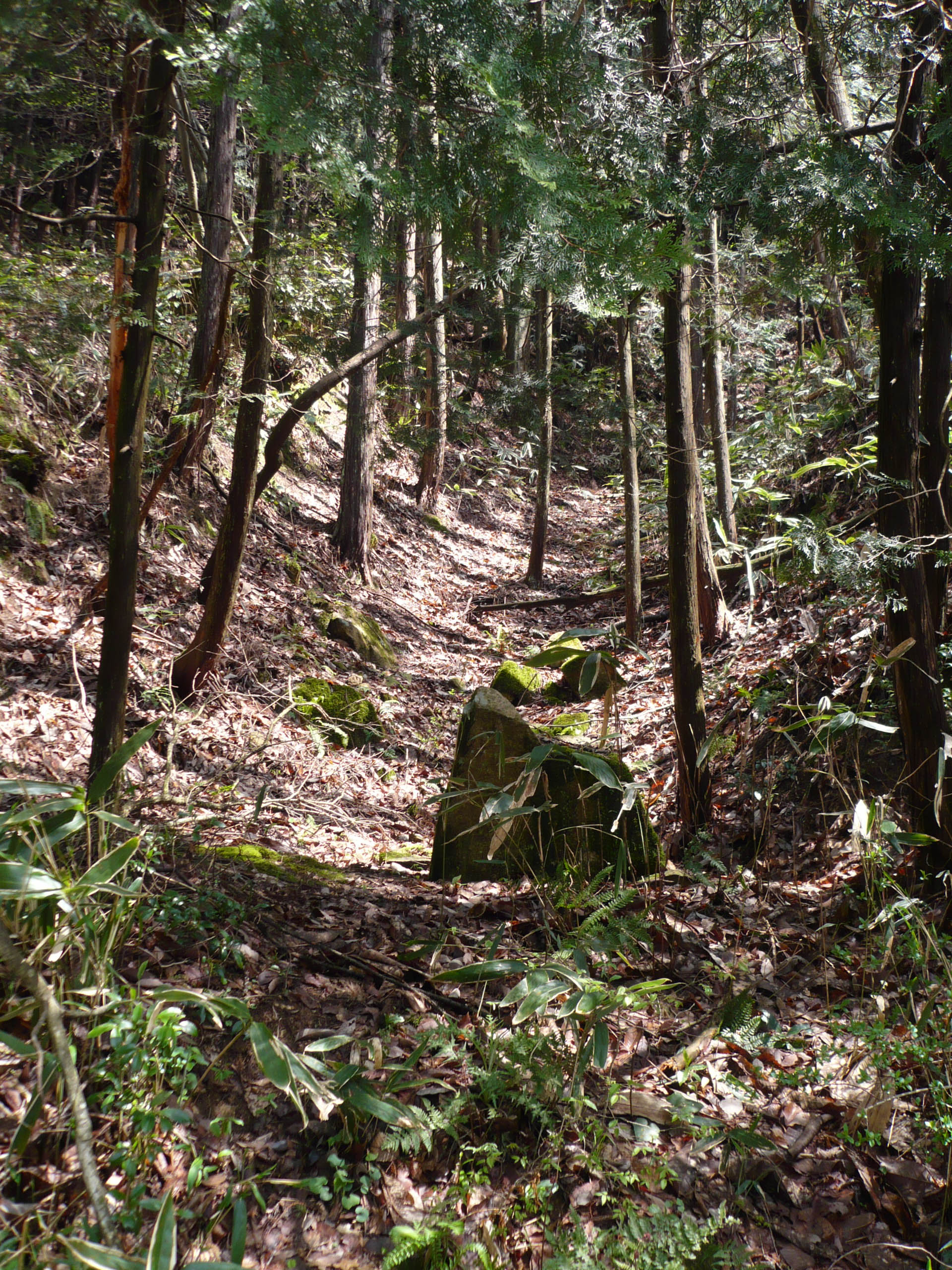
竹田城の竪掘跡

現在の竹田城は赤松広秀に総石垣に作り替えられた城郭であるが、太田垣氏時代の遺構も一部残っている。1990年（平成2年）-1991年（平成3年）に実施された縄張り調査によると、南千畳曲輪下には大小10本の竪堀群がある。竪掘とは、敵が攻城した時に、敵兵士が横移動出来ないようにする遺構で、連続した竪掘によって表面が凸凹する形状から、畑の畝に例えて「畝状竪堀」と呼ばれている。但馬国では天正8年から13年頃に盛んに「畝状竪堀」が出現する防御施設である。これらの遺構群は戦国期の竹田城の一部であろうと見られている。また北千畳曲輪から北東に延びる尾根沿いに200mの地点に、標高313mの観音寺山城と呼ばれる遺構がある。城郭は南北100m、東西70mの小規模な城郭で曲輪は2つしかない。またこの城の横堀から4本の畝状空堀群がある。この畝状空堀は太田垣氏時代と推定され、この観音寺山城は太田垣氏時代に竹田城まで一体化した城で、城域は観音寺山城と竹田城を併せて南北750m東西300mにわたって広がった大規模な城郭であったことが判明している。
竹田城の二の丸と三の丸周辺に堀切と竪掘があったと思われ、現在の竹田城には確認できないが、観音寺山城と同様、横堀と畝状空堀が本丸西斜面にはあったと推定されている。竹田城の石垣の下には、戦国期の遺構が残っている可能性も指摘されている。
また戦国期の城郭の特徴として土塁がある。土塁は観音寺山城では確認できていない。また竹田城の支城にも部分的にしか土塁が使われていない。このことから『史跡・竹田城跡』によると竹田城では「土塁は多用されていなかったと思われる」としている。

### 支城
竹田城には数多くの支城があったのではないかと言われ、周辺地域には山城跡が多く残っている。
- 夜久野城
- 向山城
- 諏訪城
- 陳東（じんどう）城
- 衣笠城
- 滝野城
- 柴城
- 枚田城

## 開城時間・観覧料
毎年1月4日 - 2月末日を除き、ほぼ通年で見学が可能である。ただし、時期により開城時間が異なる。また、悪天候時には入城規制が行われることがあるほか、冬季は開城時間及び閉山期間を変更する場合もあるため注意を要する。観覧料は、高校生以上は有料だが、中学生以下と身体障害者手帳・療育手帳・精神障害者保健福祉手帳のいずれかを保持する人とその介助者は無料。また、年間パスポートや団体割引（高校生以上の大人20人以上で1人50円割引）がある。
開城時間（2016年9月時点）
| 季節                     | 期間                 | 入城時間                       |
| ------------------------ | -------------------- | ------------------------------ |
| （春）スプリングシーズン | 3月1日 - 5月31日     | 8:00 - 18:00（最終登城17:30）  |
| （夏）サマーシーズン     | 6月1日 - 8月31日     | 6:00 - 18:00（最終登城17:30）  |
| （秋）雲海シーズン       | 9月1日 - 11月30日    | 4:00 - 17:00（最終登城16:30）  |
| （冬）ウィンターシーズン | 12月1日 - 翌年1月3日 | 10:00 - 14:00（最終登城13:00） |

観覧料（2016年9月時点）
| 区分               | 単位   | 金額    | 備考                         |
| ------------------ | ------ | ------- | ---------------------------- |
| 大人（高校生以上） | 1人1回 | 500円   |                              |
| 中学生以下         | -      | 無料    |                              |
| 年間パスポート     | 1人1年 | 1,000円 | 毎年4月1日 - 翌年3月31日有効 |

## 雲海

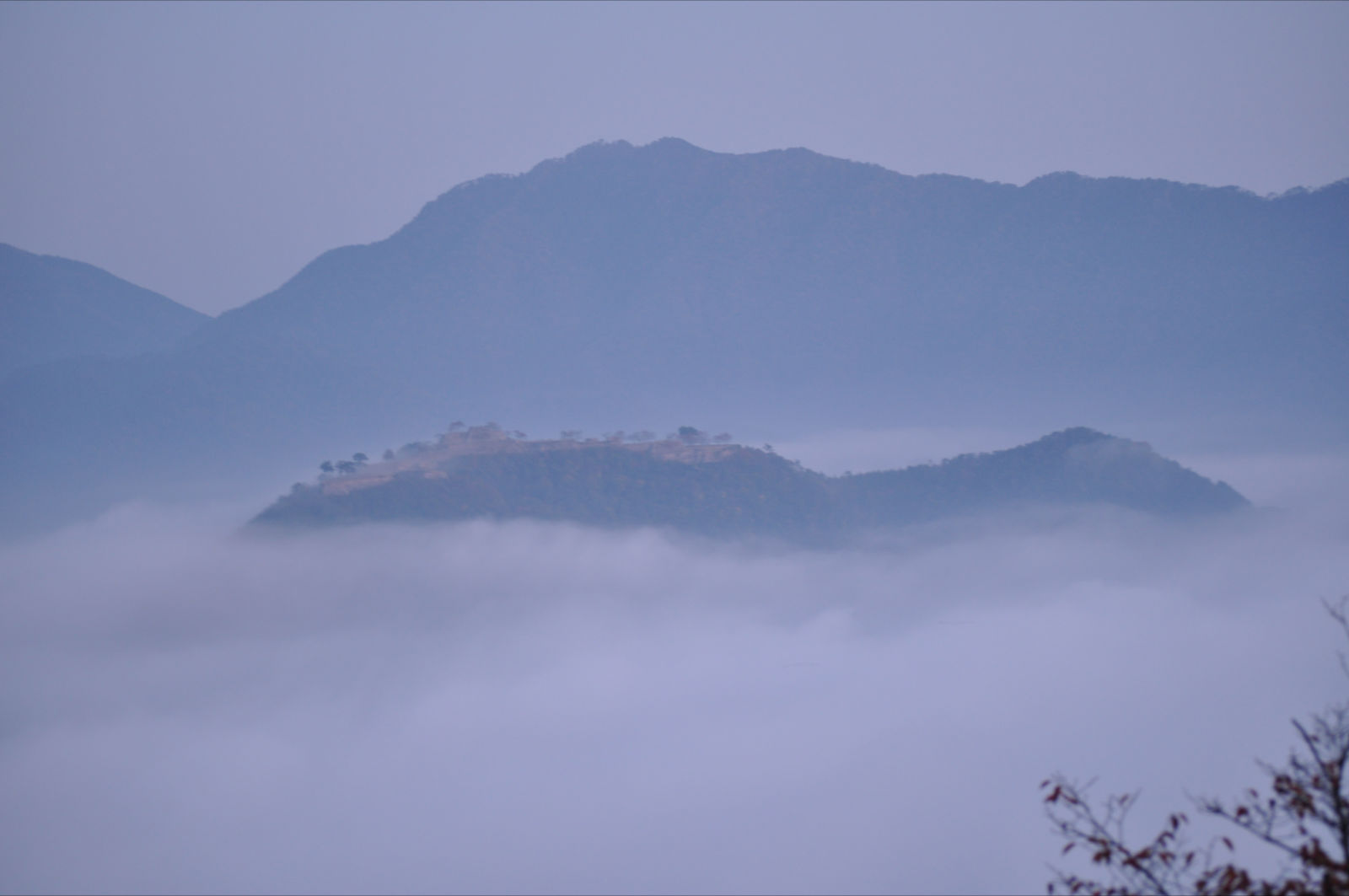
雲海に浮かぶ竹田城。2010年11月6日の午前6時過ぎに撮影。

- 時期は、秋から冬にかけての日の出前から午前8時頃の間。特に9月から11月の間には発生しやすい。
- 城跡からの眺めの他、立雲峡（城の南東）や藤和峠（城の北西）から雲海に浮かぶ城跡を眺める事も出来る。
- 発生の目安となる条件
  - 日本海に高気圧の中心があり、よく晴れている。
  - 朝方と日中の気温の差が大きい。
  - 風が無い、または弱い。
  - 但馬南部地方の濃霧注意報が参考になる。

## 逸話
- かつての宿敵だった山名氏と赤松氏とのそれぞれの子孫が和睦を結び、1988年に駐車場脇の谷の一角に「山名赤松両軍慰霊塔」を建立した。これは、「全国山名氏一族会」の理事長太田垣泰明および山名氏の菩提寺である法雲寺住職吉川廣昭の発案だった。

## ギャラリー

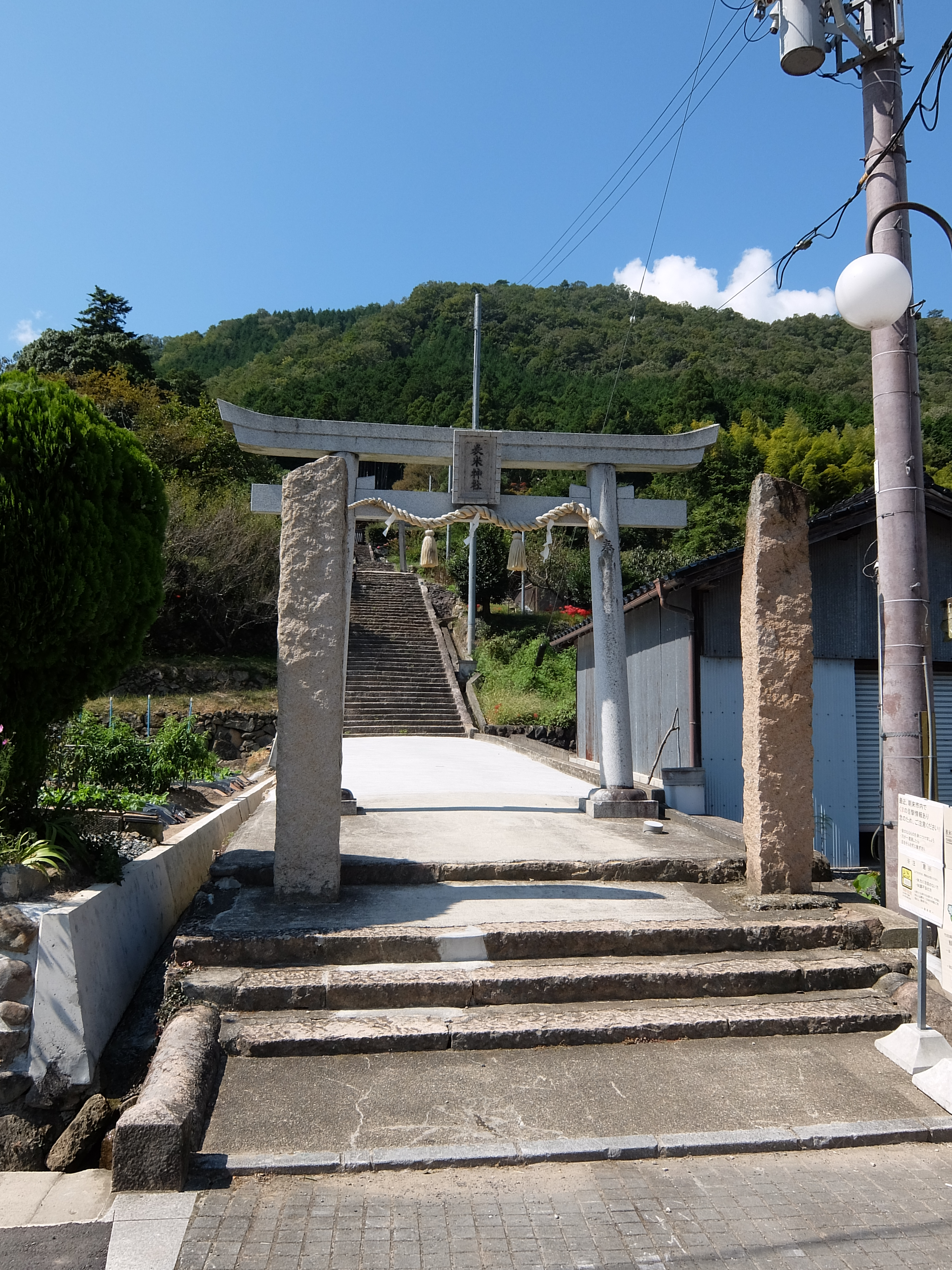
表米神社登山道入り口
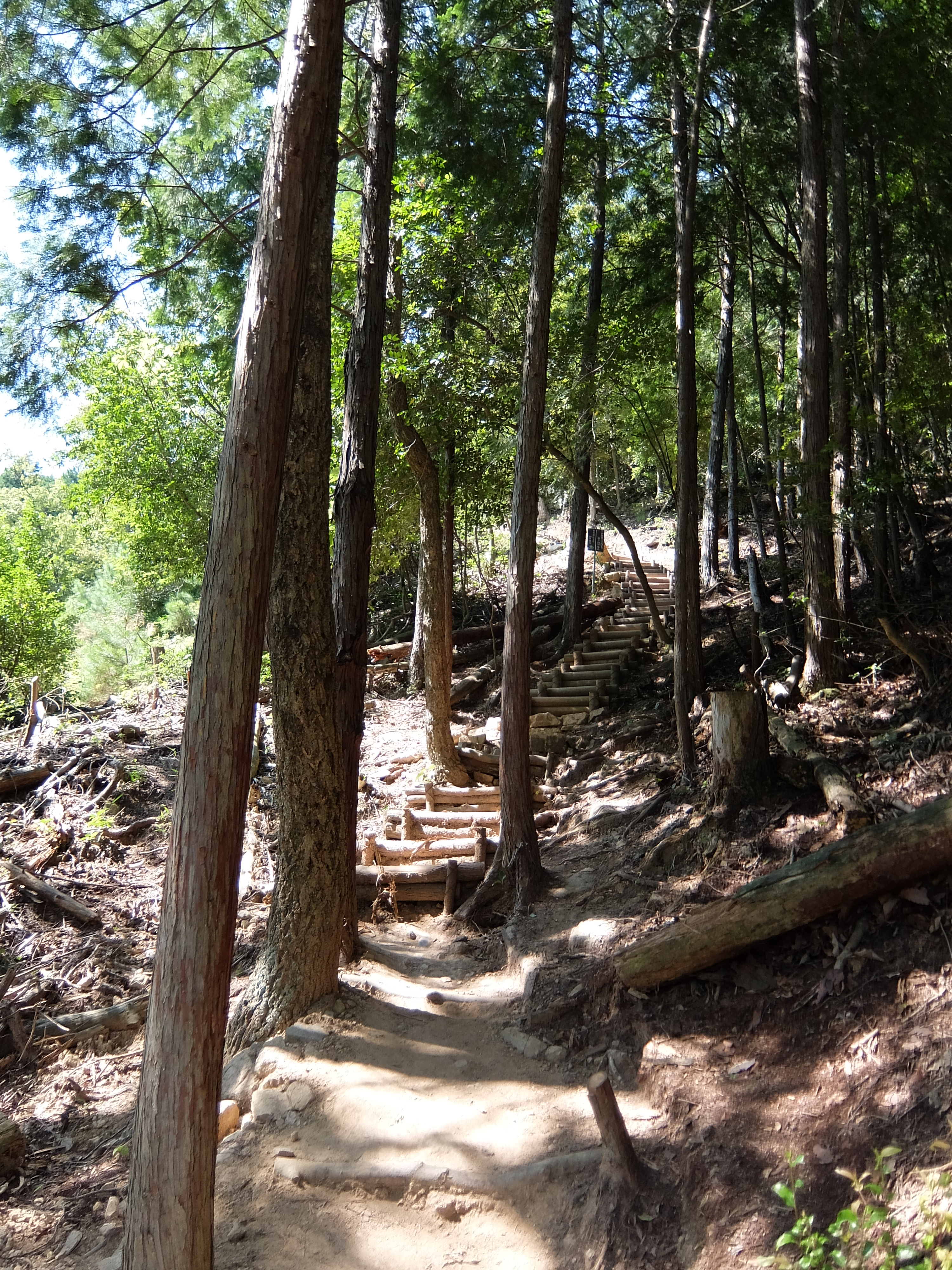
表米神社登山道
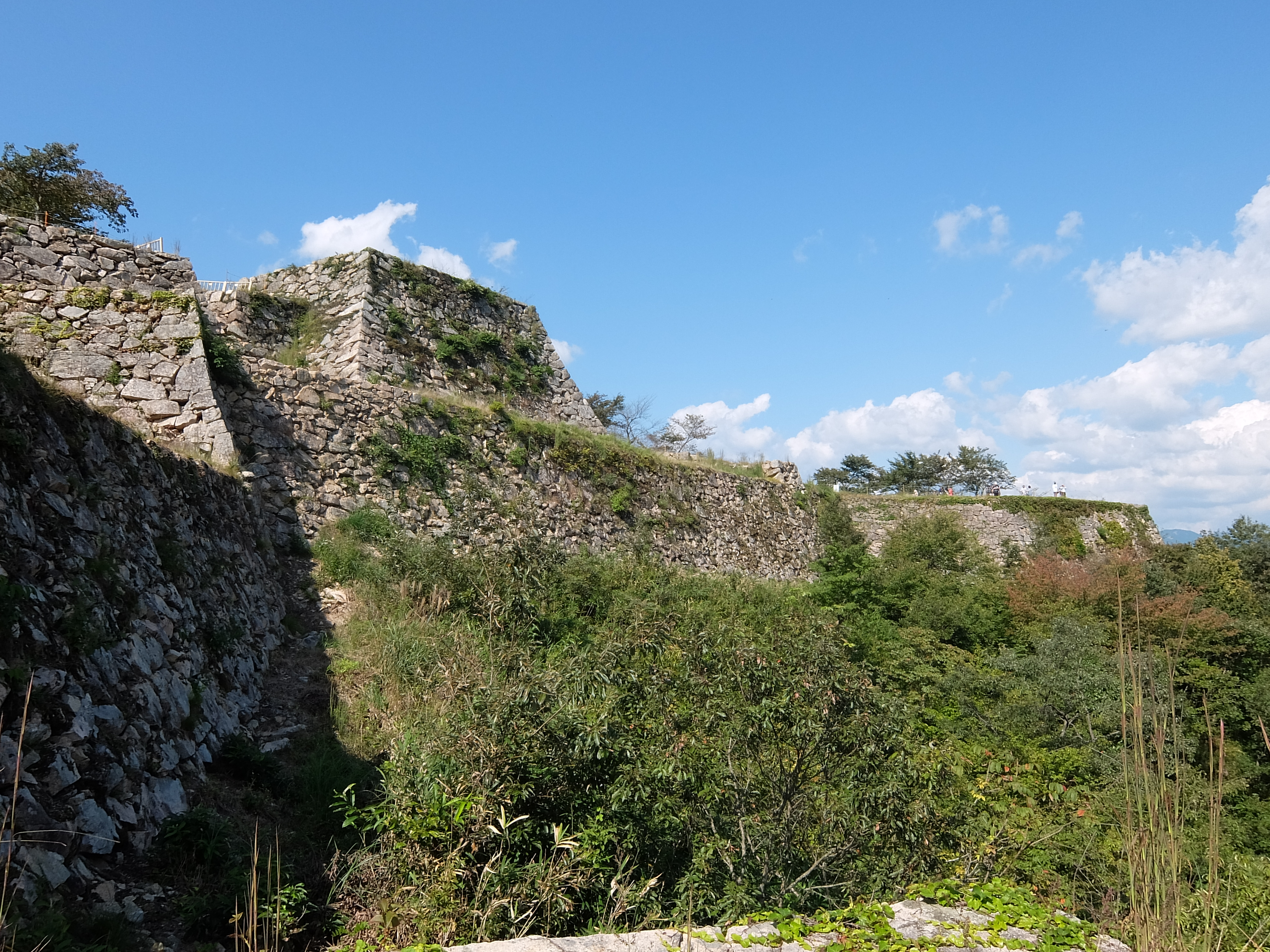
石垣の様子
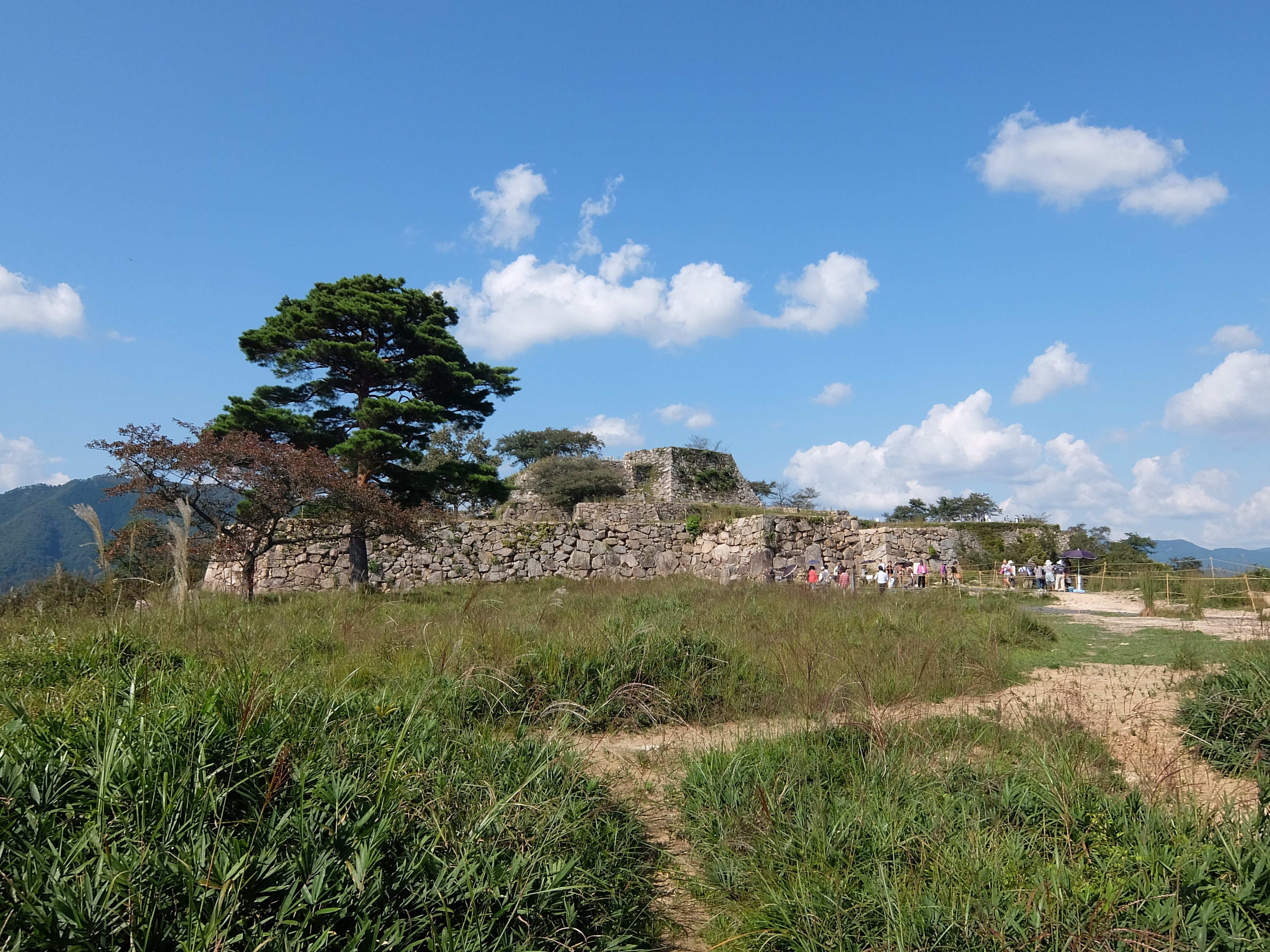
南千畳より本丸を望む
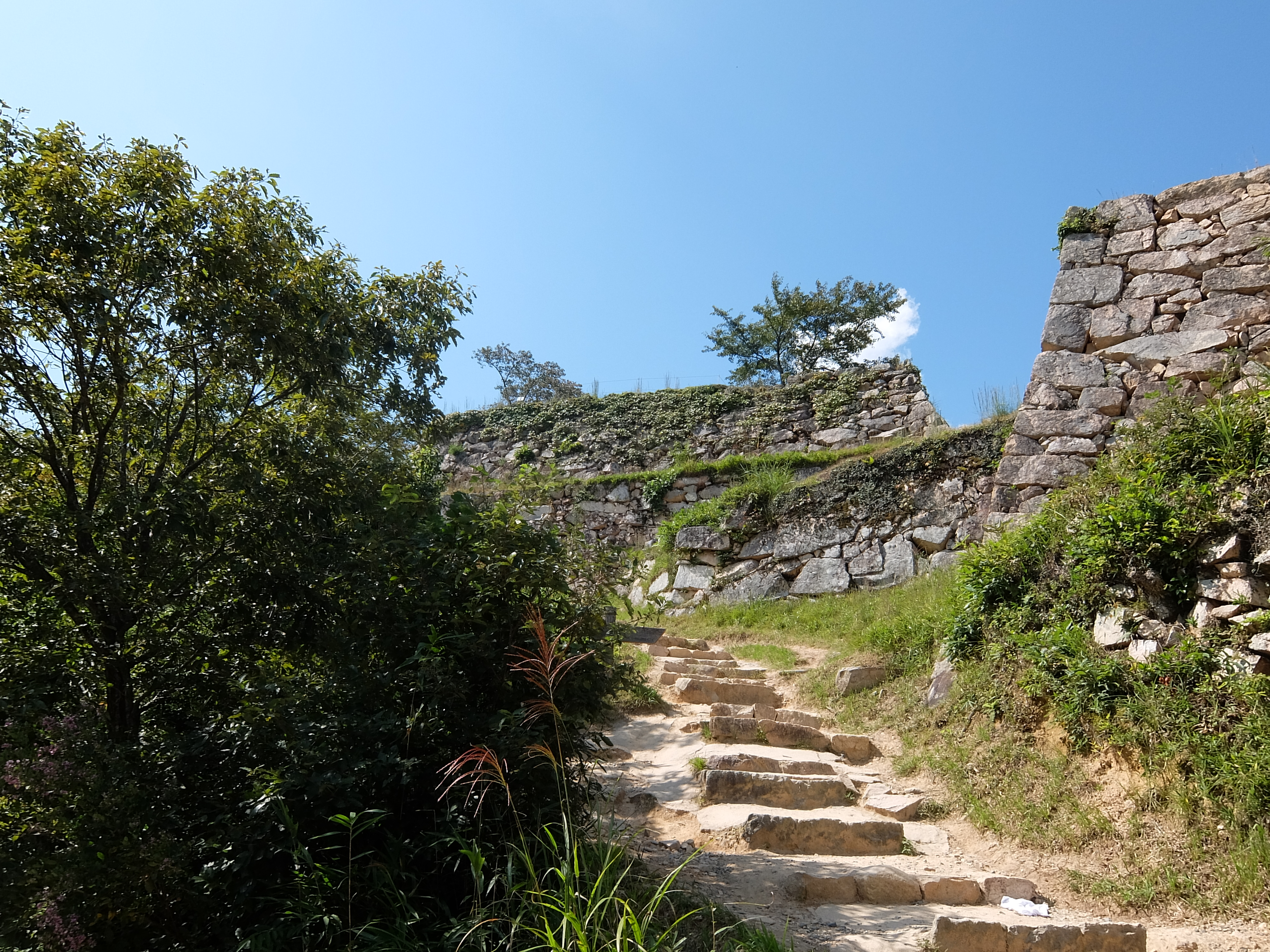
階段より望む石垣
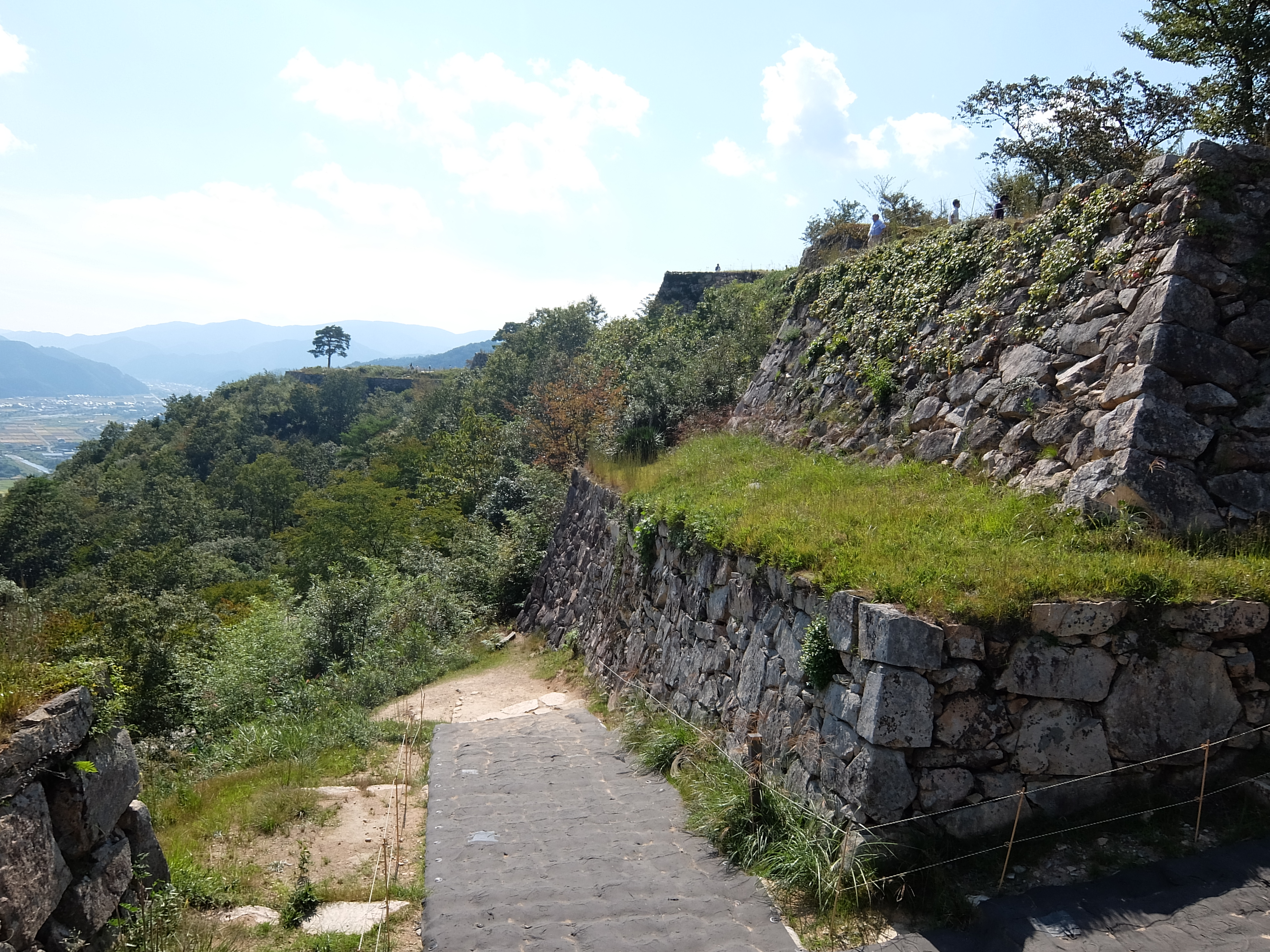
石垣の様子
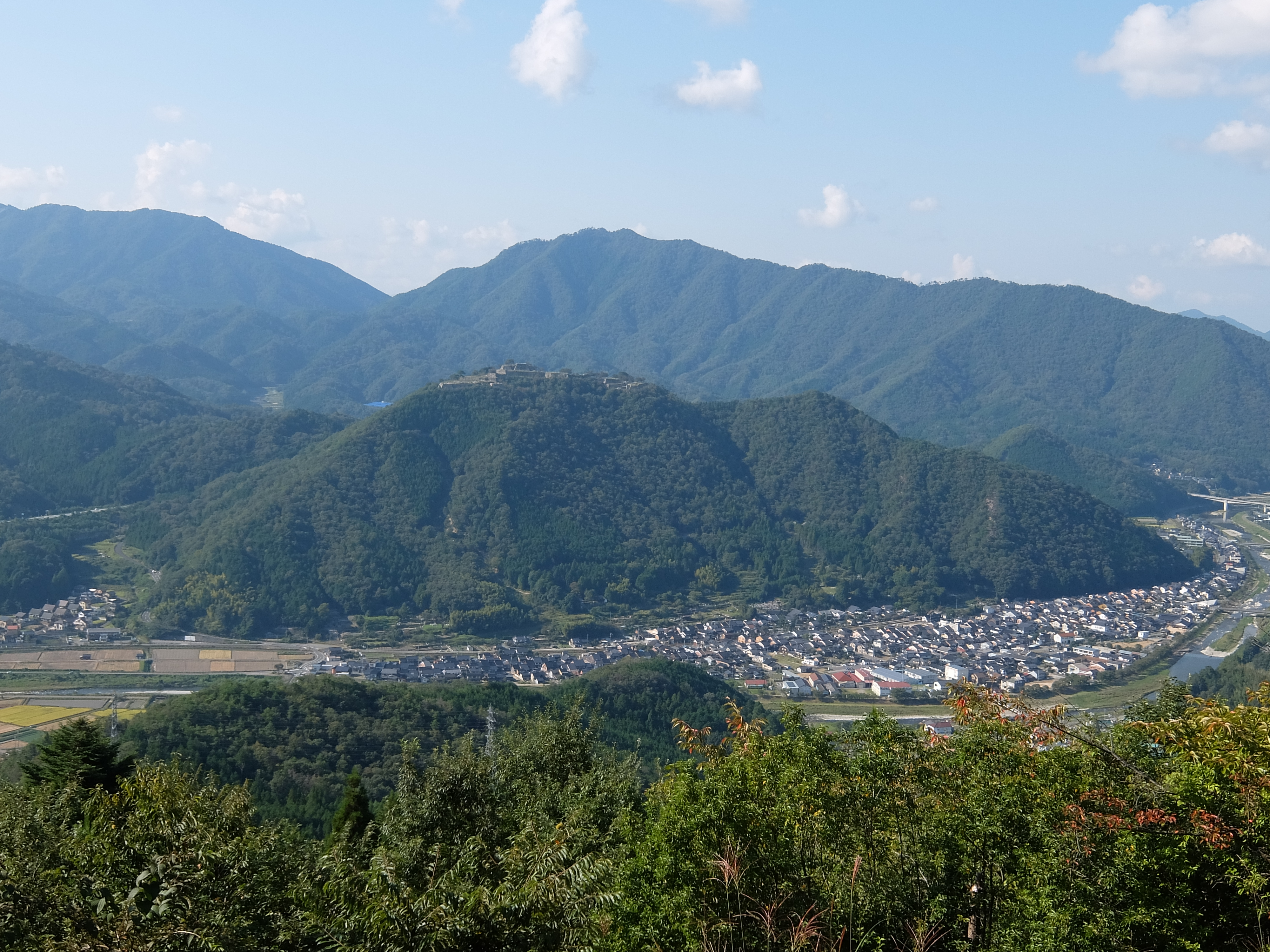
立雲峡からの様子
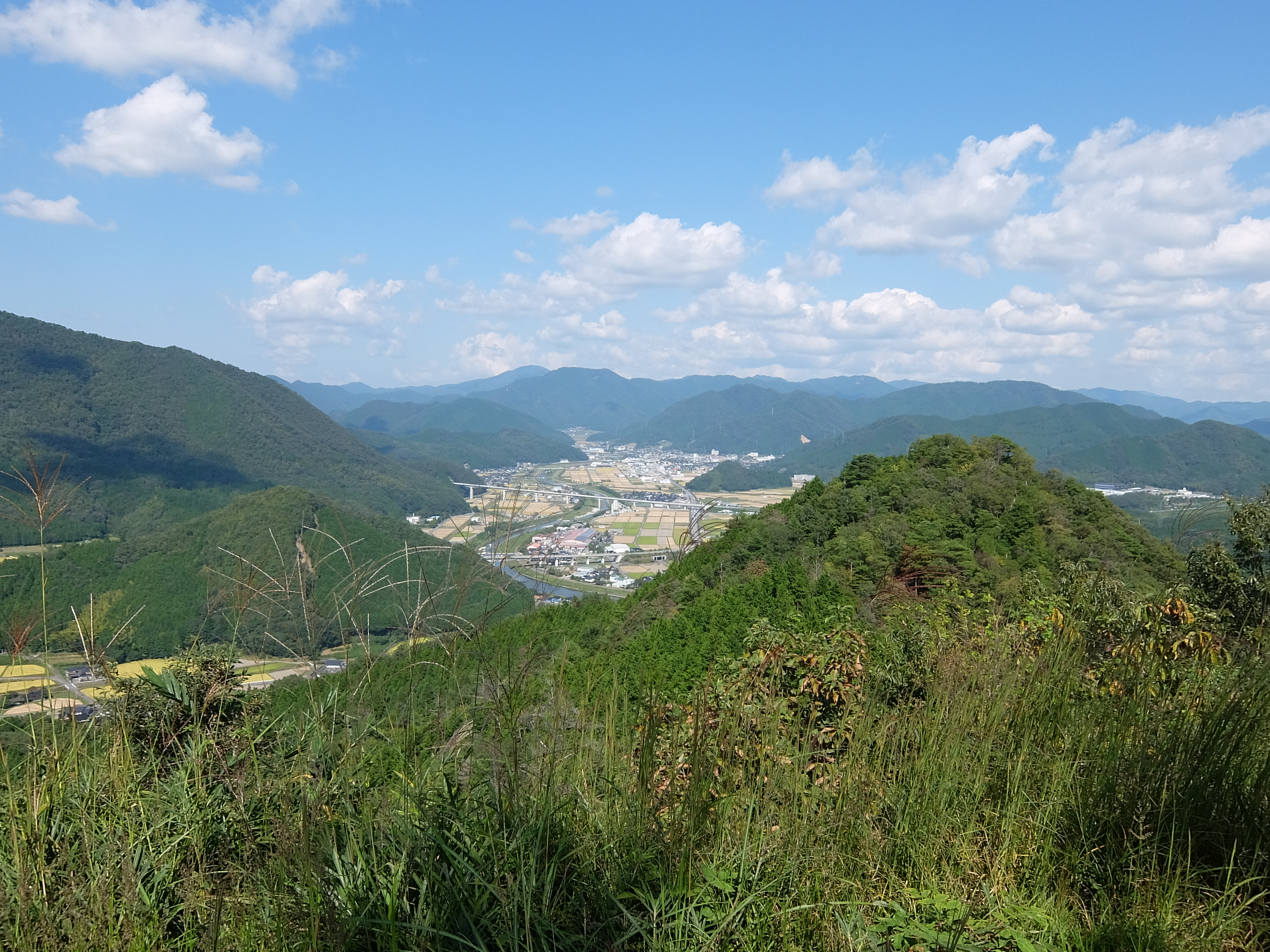
竹田城跡からの景色
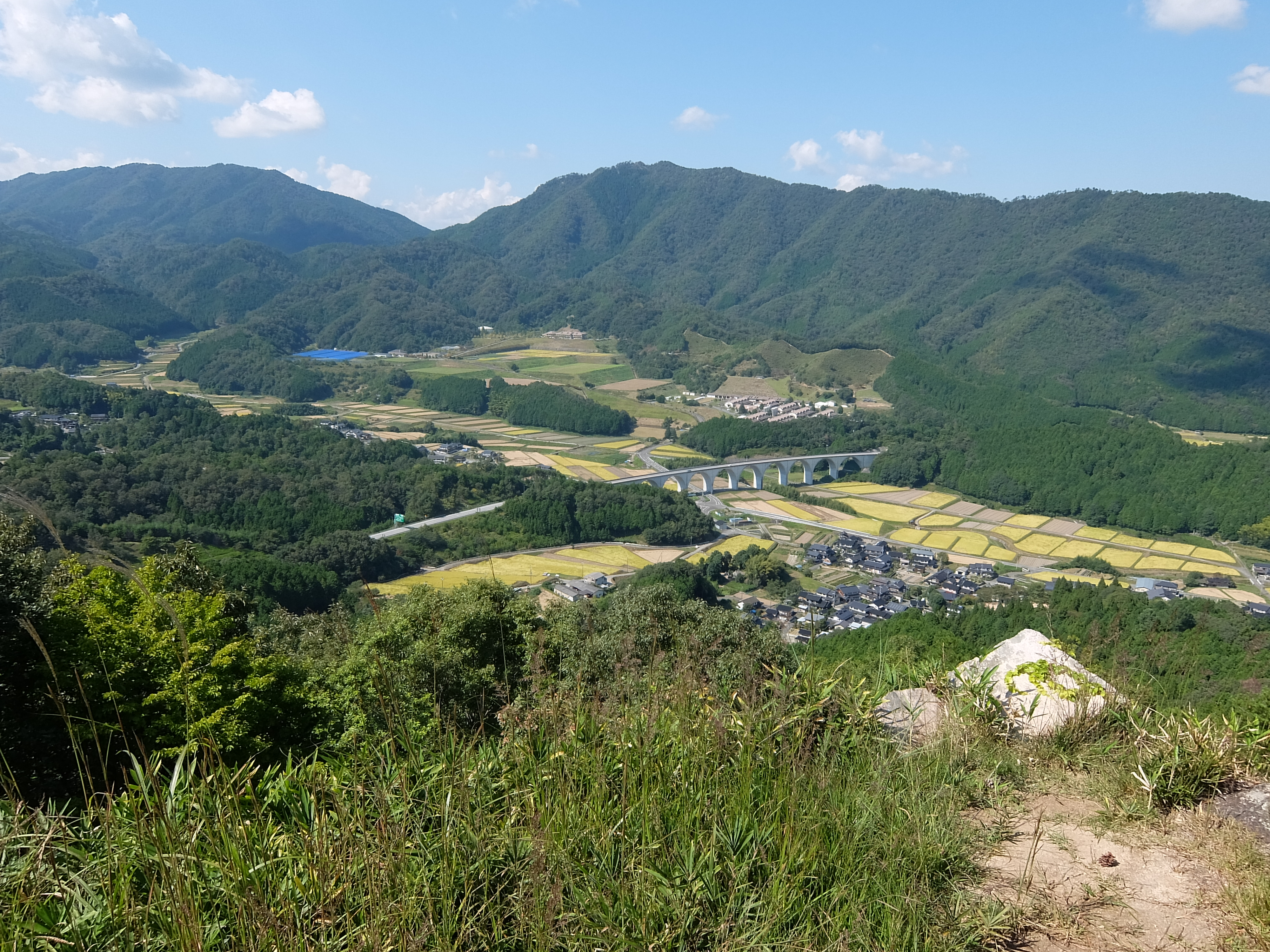
竹田城跡からの景色
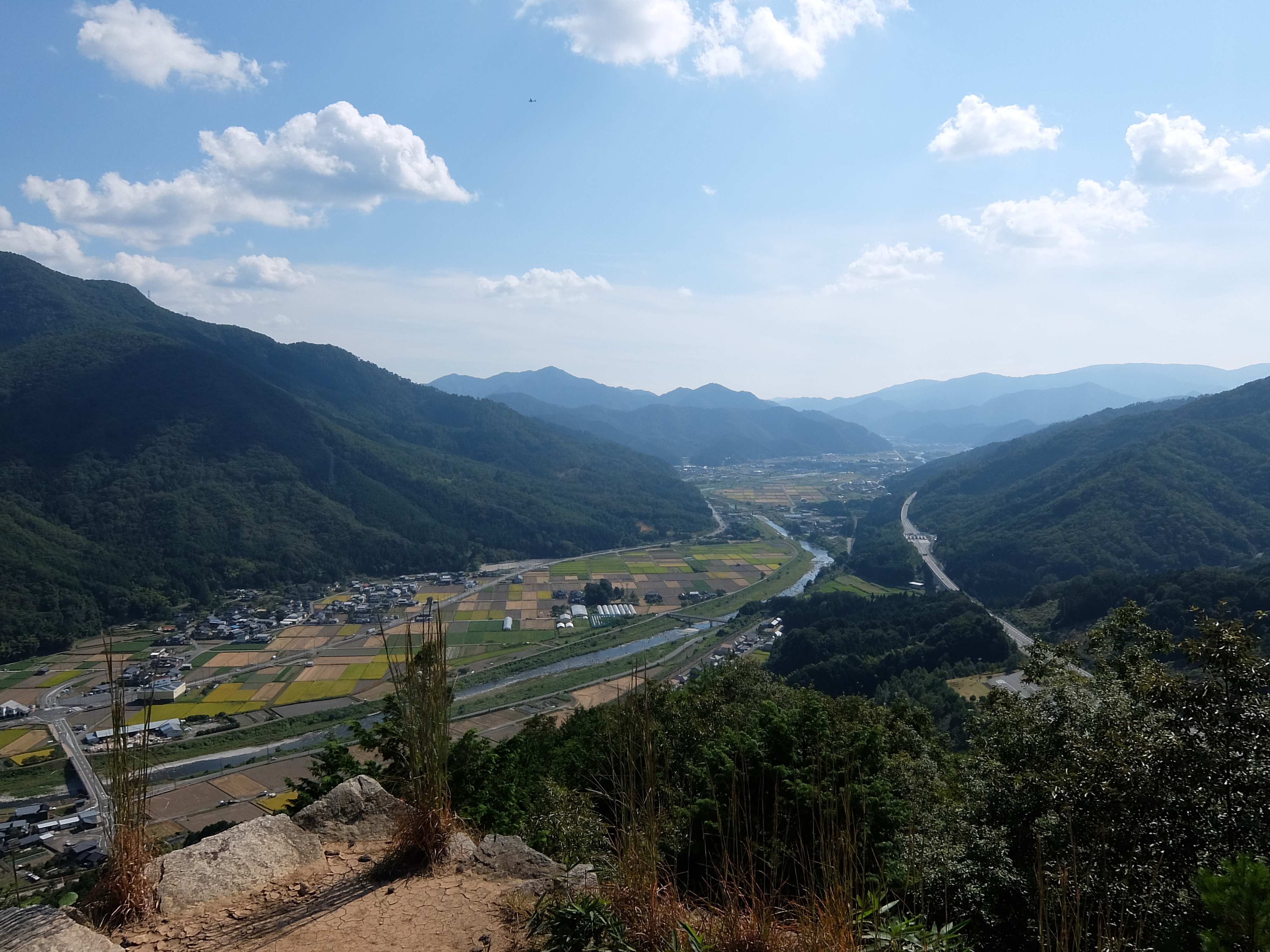
竹田城跡からの景色
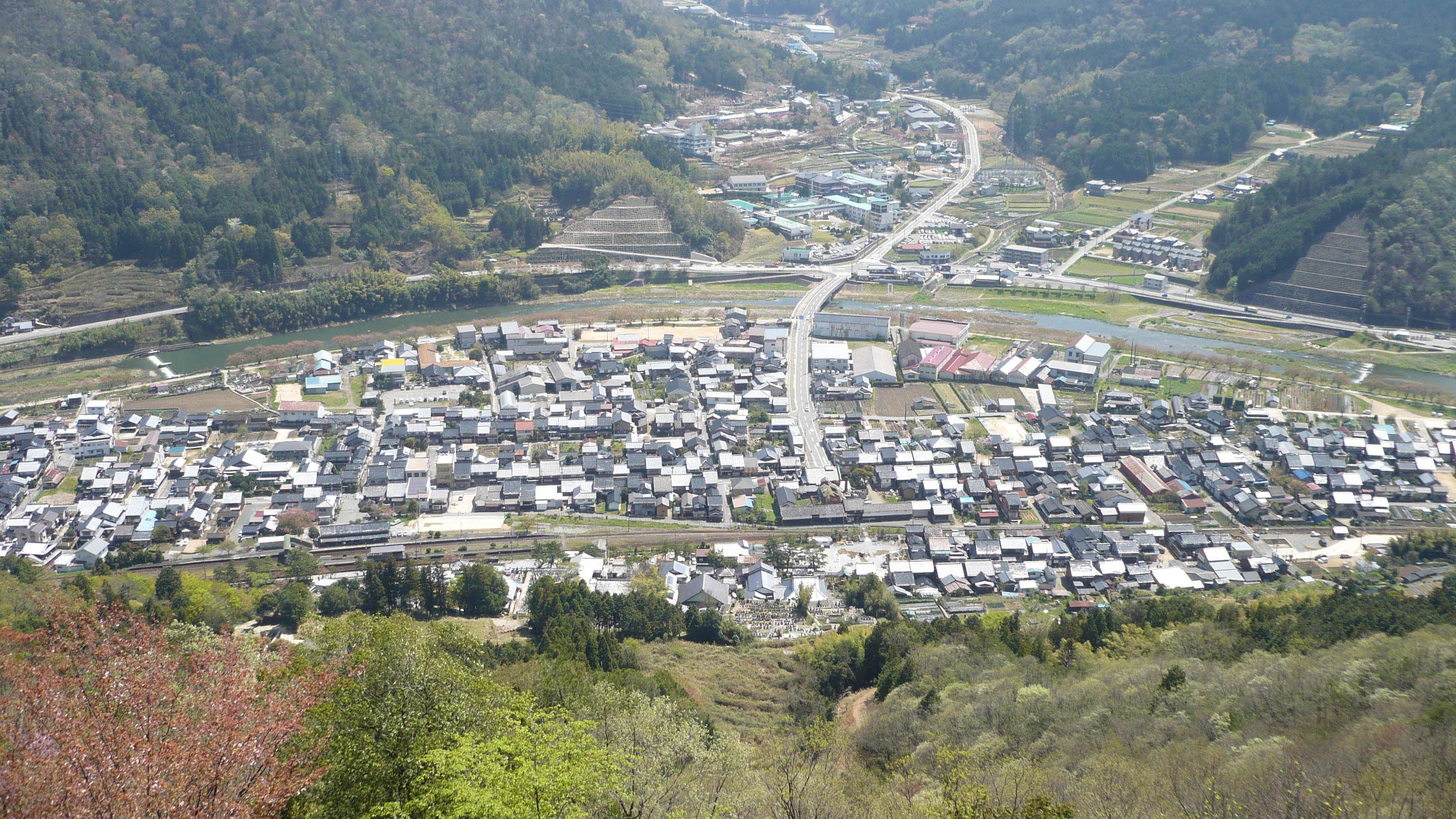
三の丸からの眺望/竹田駅周辺が寺町で城下町にあたる
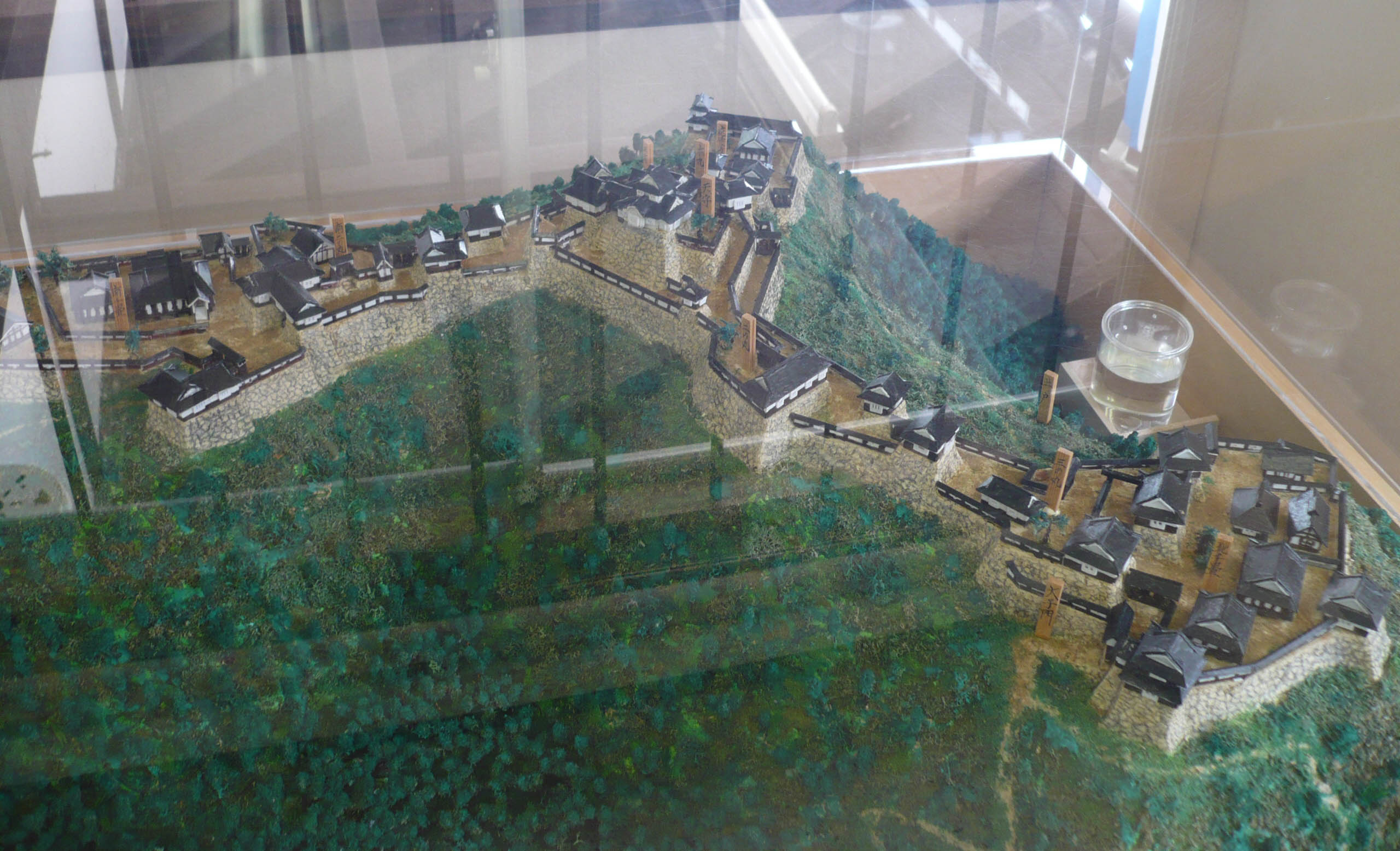
竹田城の復元模型/朝来市観光案内センター所蔵
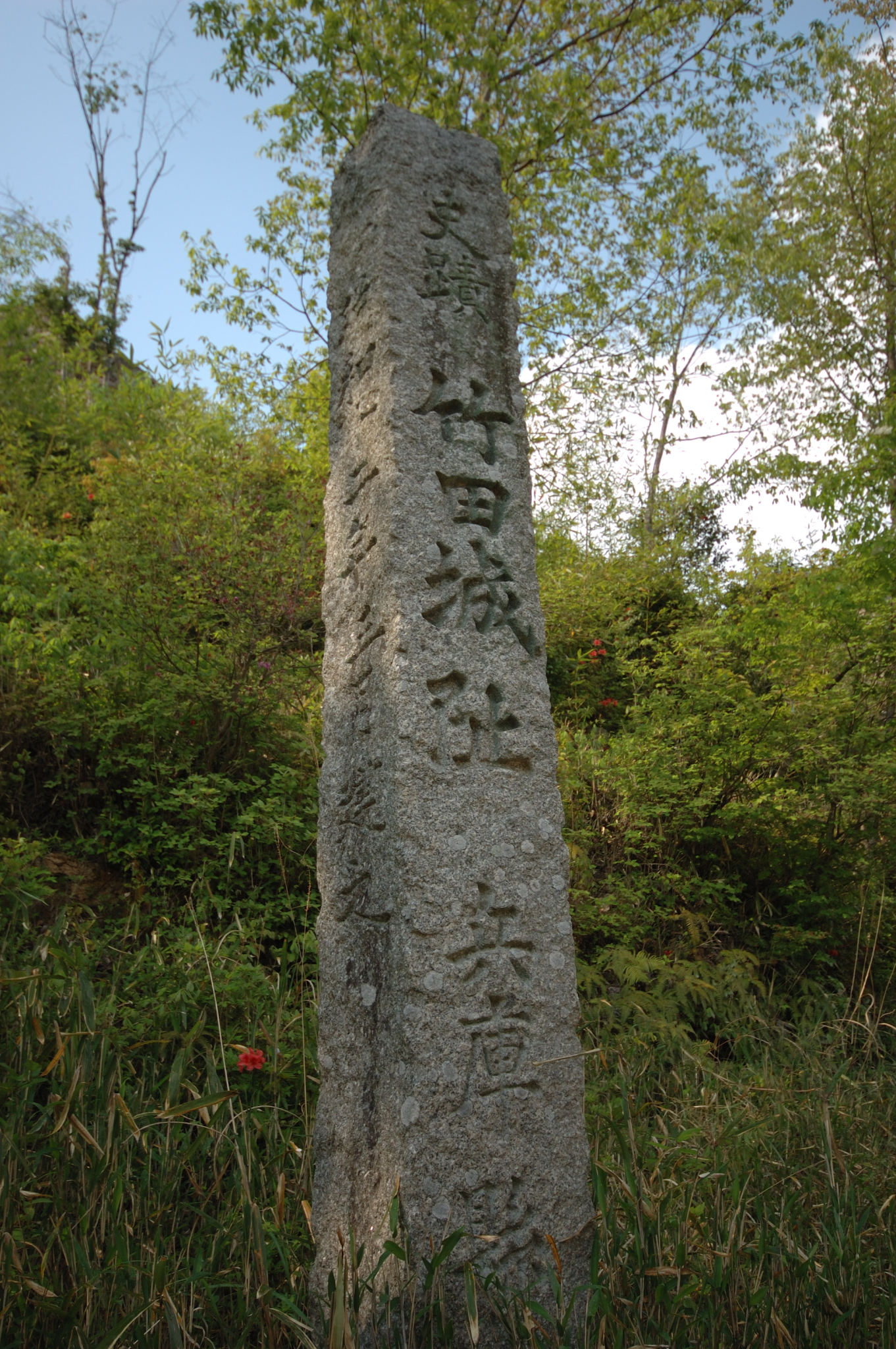
竹田城標柱
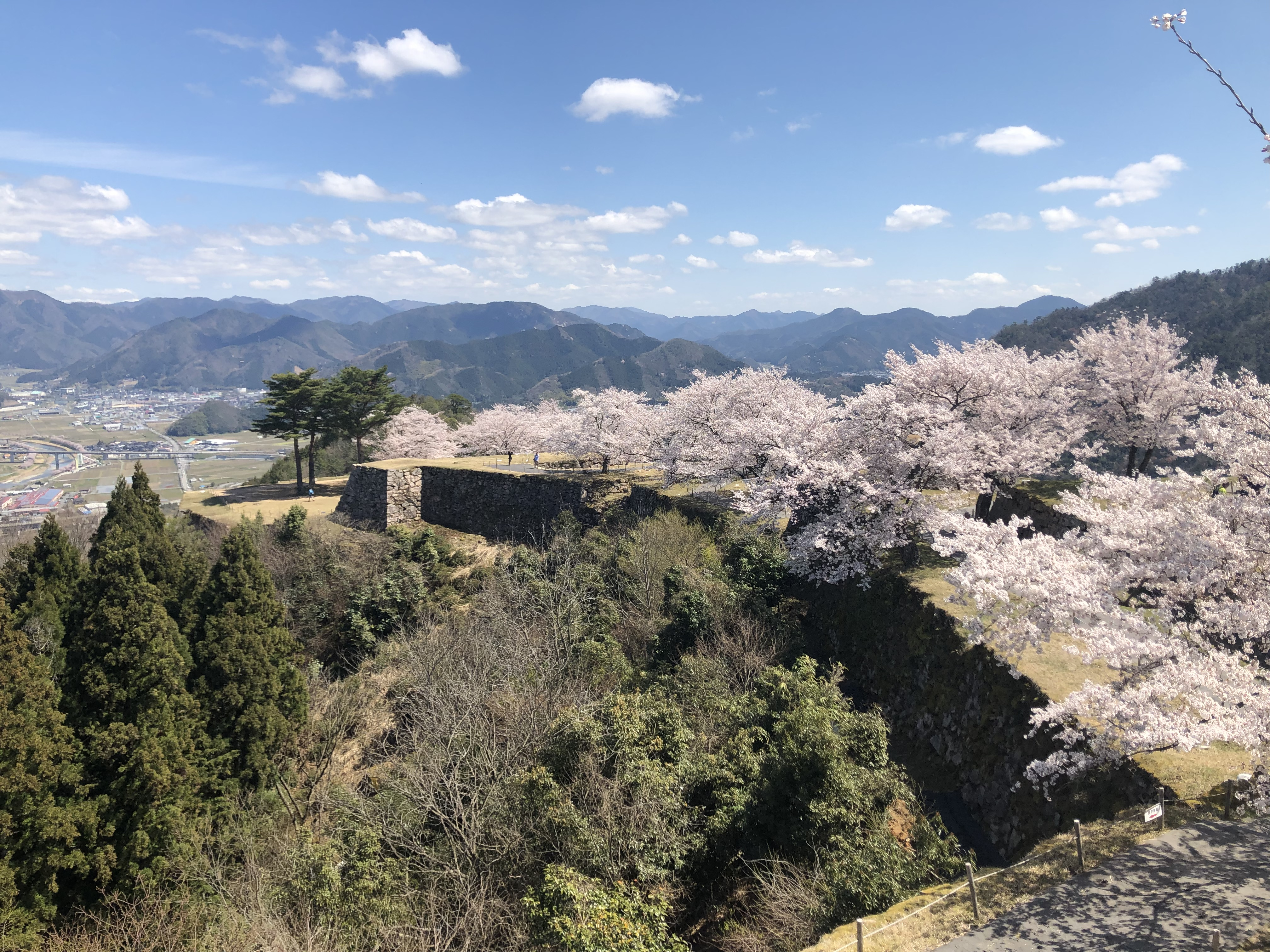
桜が満開の竹田城

## ロケーションに使用した映像作品
前述のようにいくつかの映像作品でロケ地として使用されている。
- 影武者（1980年）
- 天と地と (1989年、春日山城として使用)
- 暴れん坊将軍III (1989年、第71話「大暴れ! 但馬のヤッサ神輿」で使用)
- 魔界転生 (2003年、原城として使用)
- あなたへ（2012年）
- 天地明察 (2012年、小田原城として使用)
- 忍たま乱太郎 夏休み宿題大作戦!の段（2013年）
- 軍師官兵衛 (2014年、石垣山城として使用)

## 交通アクセス
鉄道
- JR西日本播但線「竹田駅」下車、同駅より徒歩・バス・タクシーのいずれか
  - 竹田駅には特急「はまかぜ」のうち1・4号が通年停車、3・6号が臨時停車[29]
- 竹田駅より
  - 徒歩／車道ルート約50分、駅裏の山道ルート約25分または俵米神社の山道ルート約20分（但しこれらの山道ルートは足場が悪い上に階段が長く続くため注意）、南登山ルート約30分（こちらは全面舗装してあるので比較的歩きやすい）
  - バス／全但バス「天空バス」20分（毎年3月 - 11月のみ運行。多客期は増発）[30]
  - タクシー／竹田城跡の中腹駐車場まで10分程度
- JR西日本山陰本線・播但線「和田山駅」よりタクシーで竹田城跡の中腹駐車場まで20分程度

竹田城跡公式ホームページにも詳細な案内がある。

## 周辺
- 立雲峡
- あさご芸術の森
- ヨーデルの森
- 多々良木ダム
- 藤和峠